# Mogontiacum

Stadtplan von Mogontiacum im Zeitraum 1. Jahrhundert v. Chr. bis 5. Jahrhundert

Mogontiacum (auch Moguntiacum) ist der lateinische Name der heutigen Stadt Mainz, den diese während ihrer fast 500-jährigen Zugehörigkeit zum Römischen Reich trug. Seinen Ursprung hatte Mogontiacum in dem 13/12 v. Chr. von Drusus erbauten Legionslager, das strategisch günstig auf einer Anhöhe über dem Rhein und gegenüber der Mainmündung an der römischen Rheintalstraße lag.
Die sich rheinabwärts ausbreitenden Zivilsiedlungen (vici) im Umfeld des Lagers wuchsen schnell zu einer größeren, städtisch geprägten Siedlung zusammen. Allerdings war Mogontiacum im Gegensatz zu Colonia Claudia Ara Agrippinensium (Köln) oder Augusta Treverorum (Trier) bis in die zweite Hälfte des 4. Jahrhunderts primär ein Militärstandort und war überdies offenbar auch keine colonia. Dies hatte zur Folge, dass die Stadt nie den urbanen Charakter der anderen großen Römerstädte in Deutschland aufwies. Dennoch wurden auch hier mehrere Monumentalbauten errichtet, denn Mogontiacum war spätestens ab dem Jahr 90 Provinzhauptstadt der römischen Provinz Germania superior mit Sitz des Statthalters. Nach der Mitte des 3. Jahrhunderts, als das Dekumatland geräumt wurde, wurde Mogontiacum wieder Grenzstadt und in den nächsten 150 Jahren mehrfach von Angehörigen verschiedener Germanenstämme verwüstet. Nach dem Ende der römischen Periode, spätestens aber um 470 gehörte Mogontiacum nach einer kurzen Übergangsphase zum Fränkischen Reich.
In der heutigen Stadt Mainz sind einige bedeutende Überreste von Mogontiacum erhalten geblieben, beispielsweise das römische Bühnentheater, die Große Mainzer Jupitersäule, der Drususstein und die Römersteine, Überreste des Aquäduktes des Legionslagers. Das Römisch-Germanische Zentralmuseum, das Landesmuseum Mainz und das Museum für Antike Schifffahrt bewahren eine Vielzahl von Funden aus der römischen Zeit von Mainz auf.

## Namensgebung

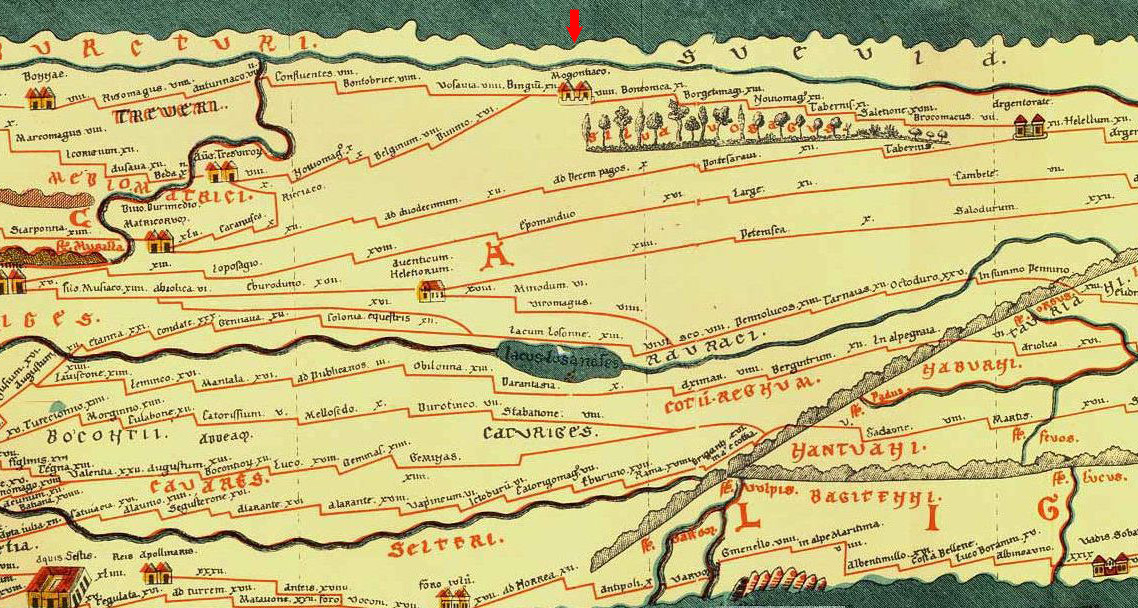
Lage von Moguntiaco auf der Tabula Peutingeriana

Der Name Mogontiacum setzt sich aus dem keltischen Namen Mogo(n), dem keltischen Suffix -ontiu- (wie in Vesontio/Besançon) und dem Zugehörigkeitssuffix *-āko, latinisiert zu -(i)acum, zusammen. Er enthält somit als Bestandteil den Namen des keltischen Gottes Mogon. Namensgebend könnte hier eine in direkter Nachbarschaft zum Legionslager liegende keltische Siedlung der Aresaken, eines Teilstamms der Treverer, gewesen sein. Diese befanden sich Ende des ersten vorchristlichen Jahrhunderts im Gebiet des heutigen Mainz-Weisenau und Mainz-Bretzenheim. Mogontiacum wurde in der Historiographie erstmals von dem römischen Historiker Tacitus in seinem Anfang des 2. Jahrhunderts entstandenen Werk Historien im Zusammenhang mit dem Bataveraufstand schriftlich erwähnt. Ebenfalls verbreitet ist die abgeleitete Schreibweise Moguntiacum. Auch Abkürzungen und abweichende Schreibweisen waren zu Zeiten der römischen Herrschaft bereits geläufig. So wurde Moguntiacum in der Tabula Peutingeriana verkürzt als Moguntiaco geschrieben. Epigraphisch ist der Stadtname erstmals auf einem Meilenstein aus claudischer Zeit nachweisbar.

## Geschichte
Die fast 500-jährige römische Geschichte Mogontiacums lässt sich vereinfacht in vier Abschnitte einteilen: Der erste Zeitabschnitt beginnt mit der Gründung der Stadt gegen Ende des 1. Jahrhunderts v. Chr. und endet mit der Einrichtung der Provinz Germania superior und der Ernennung von Mogontiacum zur Provinzhauptstadt. Der Zeitraum zwischen 90 n. Chr. und 260 n. Chr. umfasst die Blütezeit der Stadt bis zum Ende des Limes, mit dem Mogontiacum wieder zur Grenzstadt des römischen Imperiums wird. Im dritten Zeitabschnitt von 260 bis 350 kommt es angesichts innerer Wirren im Römischen Reich und der größer werdenden Bedrohung durch germanische Krieger zu tiefgreifenden Veränderungen in der Stadt. Die Endzeit von 350 n. Chr. bis 470 n. Chr. spiegelt den Niedergang der Stadt wider, die in diesem Zeitraum mehrfach geplündert und verwüstet wurde.

### Gründung von Mogontiacum und Geschichte bis Domitian (13/12 v. Chr. bis 90)

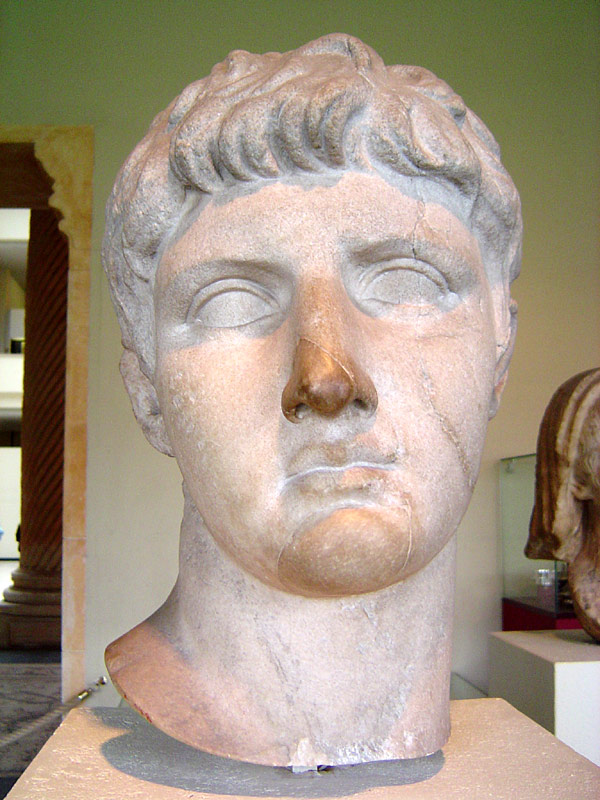
Büste des Drusus, des Gründers von Mogontiacum (Musée du Cinquantenaire, Brüssel)

Im Zuge der Expansionsbestrebungen des Augustus ab 16 v. Chr. drang sein Stiefsohn Nero Claudius Drusus auch an den Mittelrhein vor und sicherte das Gebiet für das römische Imperium. Spätestens 13/12 v. Chr., möglicherweise bereits früher, entstand auf einer Anhöhe über dem Rhein und gegenüber der Mündung des Mains ein Doppellegionslager. Die militärische Präsenz der Römer an dieser Stelle sicherte primär die Kontrolle über den Mittelrhein, die Mainmündung und generell über den Main als einer der Haupteinfallswege in das freie Germanien ab.
Zur gleichen Zeit entstand knapp vier Kilometer südlich beim heutigen Mainzer Stadtteil Weisenau ein weiteres Militärlager. Dies war überwiegend mit Auxiliartruppen belegt, wurde aber vorübergehend auch für die Stationierung weiterer Legionäre verwendet. Dort befand sich auch eine der spätlatènezeitlichen keltischen Siedlungen im Mainzer Raum. Die einheimische keltische Bevölkerung gehörte zu den Aresaken, einem Teilstamm der gallischen Treverer, die sich hier in ihrem am weitesten östlich gelegenen Siedlungsbereich befanden.
Bis zur Aufgabe der Annexionspläne im Jahr 16 diente Mogontiacum mehrfach als Ausgangsbasis für Militäroperationen im Rahmen der Drusus-Feldzüge (12 bis 8 v. Chr.), des Feldzuges gegen das Marbod-Reich (6 n. Chr.) und der Germanicus-Feldzüge (14 bis 16 n. Chr.) in das rechtsrheinische Germanien. Für den 9 v. Chr. verstorbenen Drusus errichteten Legionäre in Mogontiacum kurz danach ein Kenotaph in unmittelbarer Nähe des Legionslagers, der mit dem heute noch bestehenden Drususstein auf der Mainzer Zitadelle identisch sein dürfte. Bereits zu Zeiten des Drusus wurde oberhalb der Mainmündung eine Schiffbrücke als Rheinübergang eingerichtet. Noch im ersten Jahrzehnt des 1. Jahrhunderts v. Chr. wurde der rechtsrheinische Brückenkopf Castellum (Castellum Mattiacorum) gegründet und ausgebaut, der die Keimzelle des heutigen Mainz-Kastel (abgeleitet vom lateinischen castellum) wurde. Auf das Jahr 27 ist der Bau einer festen Holzbrücke (Pfahljochbrücke) zwischen Mogontiacum und Castellum datierbar.

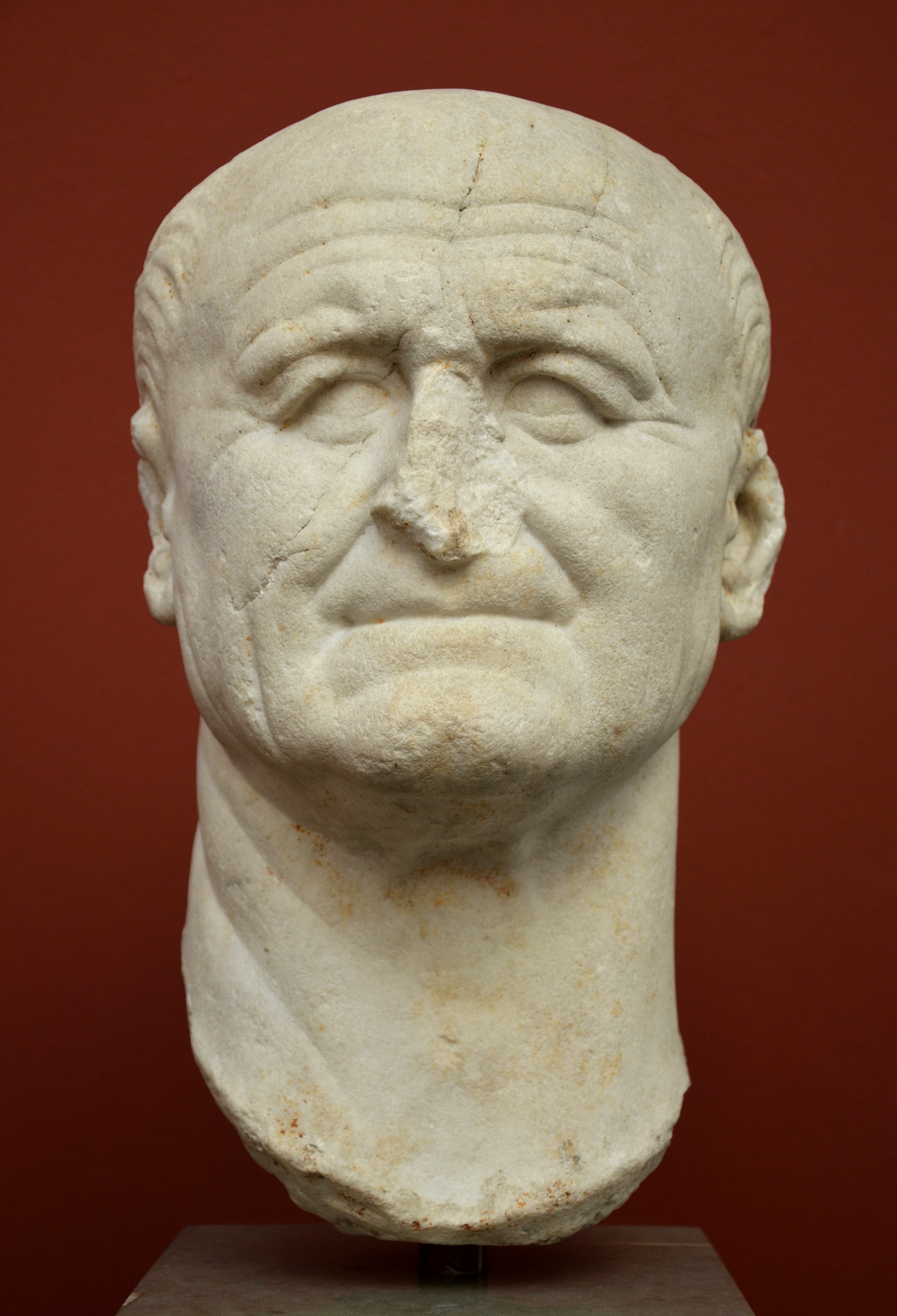
Porträt des Vespasian, Ny Carlsberg Glyptotek, Kopenhagen

Nach der Umstrukturierung der römischen Rheinarmee in ein ober- und ein untergermanisches Heer im Jahr 17 wurde Mogontiacum Sitz des Befehlshabers des obergermanischen Heeres. Neben den sich schnell bildenden Lagervorstädten (canabae legionis) im Süden und Südwesten des Legionslagers entstanden verschiedene zivil geprägte Siedlungen (vici), die sich ostwärts zum Rhein hinunterzogen und möglicherweise bereits im Laufe des 1. Jahrhunderts langsam zu einem zusammenhängenden Siedlungsgebilde verschmolzen. Bereits in der ersten Hälfte des 1. Jahrhunderts wies Mogontiacum mit einer größeren öffentlichen Thermenanlage und einem bei dem römischen Schriftsteller Sueton erwähnten Theater zivile Großbauten auf. Die Große Mainzer Jupitersäule, datiert in das dritte Viertel des 1. Jahrhunderts, wurde von einer offenbar wohlhabenden größeren zivilen Gemeinschaft gestiftet und kann als Beleg für das schnelle Fortschreiten der zivilen Entwicklung Mogontiacums gelten. Trotz der nun beginnenden Ausbildung ziviler Strukturen blieb Mogontiacum einer der militärisch bedeutendsten Stützpunkte der römischen Armee am Rhein. Zwei Legionen mitsamt Auxiliartruppen und Tross waren permanent in Mogontiacum beziehungsweise in dem seit der Herrschaft Caligulas ausgebauten zweiten Militärlager in Weisenau stationiert. Dazu kamen je nach Bedarf weitere Truppenstationierungen – wie beispielsweise nach der Varusschlacht, als in Mogontiacum vorübergehend drei Legionen stationiert waren.
Während des Bataveraufstandes wurden die meisten Zivilbauten außerhalb des Legionslagers zerstört. Das Lager selbst wurde Tacitus zufolge erfolglos belagert. Unter der Herrschaft des flavischen Kaiserhauses kam es zu umfangreichen Baumaßnahmen in Mogontiacum. Das Legionslager wurde unter Vespasian in Steinbauweise neu errichtet, ebenso wurde die hölzerne Pfahljochbrücke durch eine Pfahlrostbrücke mit Steinpfeilern ersetzt. In der Regierungszeit des Kaisers Domitian ersetzte ein in Steinbauweise errichtetes Aquädukt einen hölzernen Vorgängerbau. Das Aquädukt führte über eine Strecke von neun Kilometer frisches Wasser aus den Quellen der entfernten heutigen Mainzer Stadtteile Finthen (Fontanetum) und Drais zum Legionslager auf den Kästrich.
Im Jahre 83 war die Stadt Ausgangspunkt für den Chattenfeldzug Kaiser Domitians. Dieser versammelte zu diesem Zweck ein Heer aus fünf Legionen und Hilfstruppen in Mogontiacum. In den Jahren 88 und 89 kam es zum Aufstand des Statthalters Lucius Antonius Saturninus in Mogontiacum. Nach der raschen Niederschlagung erfolgte die schon vorher geplante und nun endgültig vollzogene Umwandlung des Militärterritoriums in die Provinz Germania superior mit Mogontiacum als Provinzhauptstadt (caput provinciae).

### Provinzhauptstadt und wichtiger Militärstandort am Rhein (90 bis 260)
Der Umwandlungsprozess des Militärterritoriums in die Provinz Germania superior begann Mitte der 80er Jahre des 1. Jahrhunderts und war spätestens Mitte des Jahres 90 vollständig abgeschlossen. Ein auf den 27. Oktober 90 datiertes Militärdiplom gilt als frühestes epigraphisches Zeugnis der neu eingerichteten Provinz. Mit Lucius Iavolenus Priscus wurde der Provinz ein bereits als Suffektkonsul erfahrener konsularischer Statthalter gegeben, der die notwendigen zivilen Strukturen schnell ausbauen sollte. Beginnend unter Domitian und weiter fortgesetzt unter seinen Nachfolgern sicherten die Römer zum Schutz der neuen Provinzen und zur territorialen Arrondierung rechtsrheinische Gebiete. Mit der dauerhaften Besetzung des Neuwieder Beckens, des Taunus und der Wetterau entstand auch der Obergermanisch-Rätische Limes. Mogontiacum übernahm nun bis zu dessen Zusammenbruch die wichtige Aufgabe des militärischen Verwaltungszentrums für den obergermanischen Limesabschnitt.

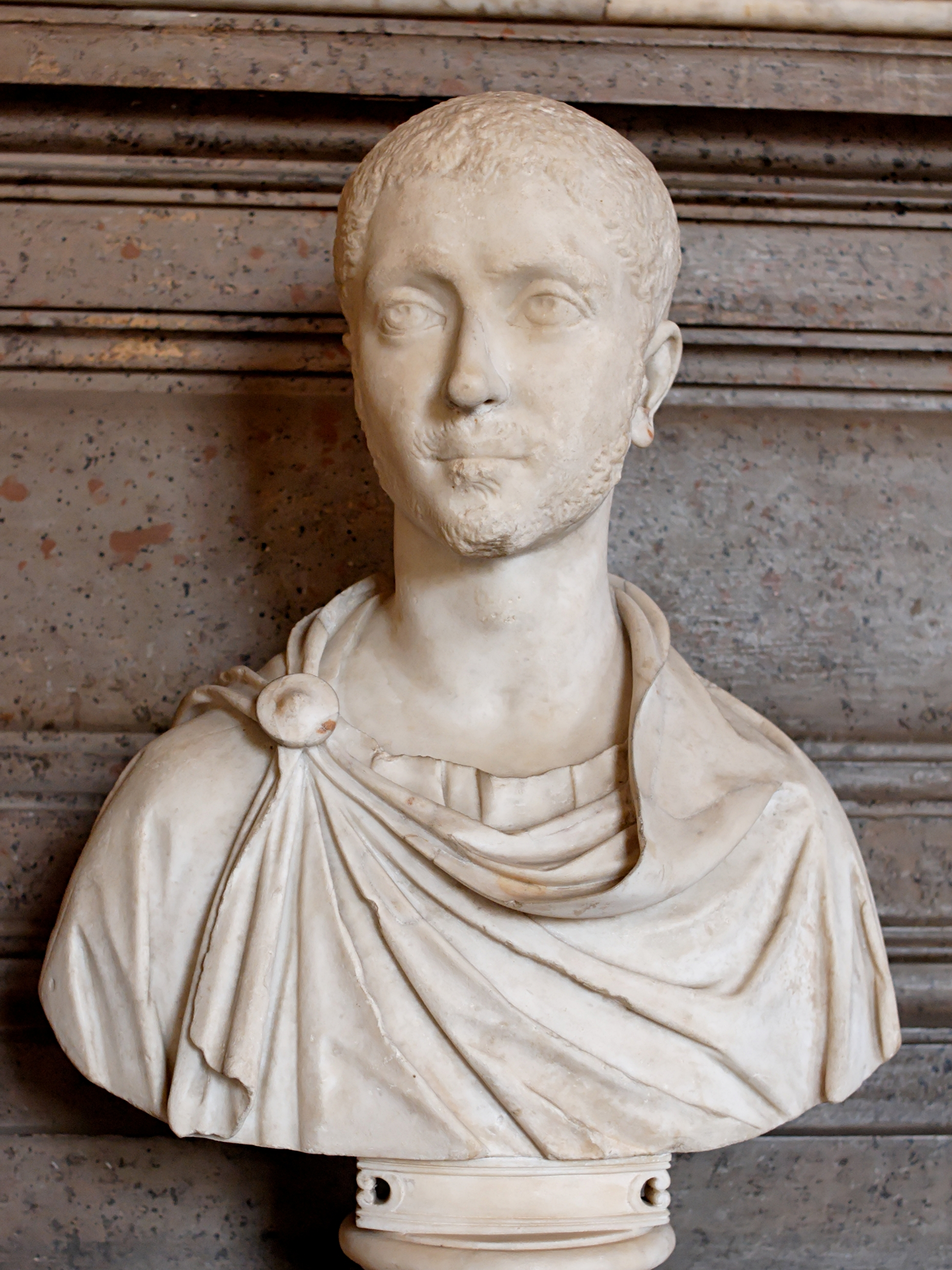
Marmorbüste des Severus Alexander (Kapitolinische Museen, Rom)

Für Mogontiacum selbst gab es ebenfalls nachhaltige Veränderungen: So wurde aufgrund der Erfahrungen des Aufstandes des Saturninus die Anzahl der dauerhaft stationierten Legionen von zwei auf eine reduziert. Seit dem Jahr 92 war dies die Legio XXII Primigenia, die fortan bis zu ihrer Vernichtung Mitte des 4. Jahrhunderts alleinige Mainzer Hauslegion blieb. 96 bis 98 hatte der spätere Kaiser Trajan das Amt des Statthalters der Provinz inne; auch Hadrian, sein Nachfolger, war im Rahmen seiner zuvor absolvierten militärischen Laufbahn als Militärtribun in der Provinz stationiert gewesen. Für Mogontiacum brach eine Zeit des Friedens und des Aufschwungs an. Die Grenze zum freien Germanien war weit vorgeschoben und durch den immer aufwändiger ausgebauten Limes gesichert. Handel und Handwerk blühten in der Stadt und im gesamten Umland, in dem sich viele Veteranen der Militärtruppen niederließen. Der Einfall der Chatten in das Rhein-Main-Gebiet 162 und nochmals im Jahr 169 sowie die dabei erfolgte Überquerung des Rheins blieben vorerst einmalige Ereignisse ohne größere Auswirkung.
Es sollte bis zum 19.(?) März des Jahres 235 dauern, bis Mogontiacum wieder in den Fokus der römischen Weltgeschichte rücken sollte. Im Zuge der Vorbereitung zu einem Feldzug gegen die Alamannen versammelte der Kaiser Severus Alexander Truppen in Mogontiacum. Dort wurden er und seine Mutter Julia Mamaea in oder nahe bei Mogontiacum im vicus Britannicus (Bretzenheim?) bei Unruhen von römischen Legionären ermordet. Es folgte unmittelbar die Ausrufung des militärischen Befehlshabers Gaius Iulius Verus Maximinus (mit dem erst später erworbenen Beinamen Thrax) zum Nachfolger. Dies war der Beginn der Ära der Soldatenkaiser, in die auch die Zeit der Reichskrise des 3. Jahrhunderts fiel.
Um das Jahr 250 oder etwas später wurde die zivile Siedlung rheinwärts mit einer Stadtmauer umgeben. Diese schloss das komplette, bisher besiedelte Gebiet sowie das große Bühnentheater ein, nicht aber die südwestlich gelegenen Lagercanabae. Diese erste Stadtmauer reichte im Südwesten der Stadt an das befestigte Legionslager, das die Stadtmauer an dieser Stelle mit seiner eigenen Befestigung ergänzte. Da der so genannte Limesfall allgemein erst auf das Jahr 259/260 datiert wird, stehen beide Ereignisse nicht, wie früher vermutet, in direktem Zusammenhang zueinander. Vielmehr wurde wohl die Präsenz der römischen Truppen, die immer wieder größere Abteilungen für Feldzüge in weit entfernte Gebiete abstellen mussten und durch eine Reihe von Bürgerkriegen abgelenkt wurden, als nicht mehr als alleinig ausreichend zum Schutz der Stadt gegen Plünderer angesehen. Mit der Aufgabe des Obergermanischen Limes wurde Mogontiacum – trotz weiterer Inanspruchnahme rechtsrheinischer Gebiete wie beispielsweise des Brückenkopfes Castellum oder der Thermenanlagen im benachbarten Aquae Mattiacorum (Wiesbaden) – wieder Grenzstadt.

### Mogontiacum als Grenzstadt nach dem Limesfall (260 bis 350)

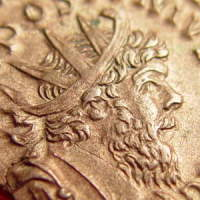
Porträt des Postumus, erster Kaiser des Gallischen Sonderreiches und 269 in Mogontiacum ermordet auf einem Antoninian

Fast zeitgleich mit dem „Limesfall“ gab es eine weitere wesentliche Veränderung der politischen Lage, die Mogontiacum direkt betraf. Nachdem es Marcus Cassianius Latinius Postumus 260 gelungen war, Teile des römischen Imperiums zu dem so genannten Gallischen Sonderreich zusammenzufassen, gehörte auch Mogontiacum bis 274 zu diesem Staatsgebilde. In Mogontiacum rief sich 269 der Legat Laelianus zum Gegenkaiser gegen Postumus aus. Postumus besiegte zwar Laelianus im folgenden Bürgerkrieg und eroberte Mogontiacum zurück, starb aber unmittelbar danach durch die Hand eigener Soldaten, da er die Stadt nicht zur Plünderung freigeben wollte. Ab 274 existierte das Gallische Sonderreich nicht mehr: Mogontiacum gehörte wieder zum römischen Imperium.

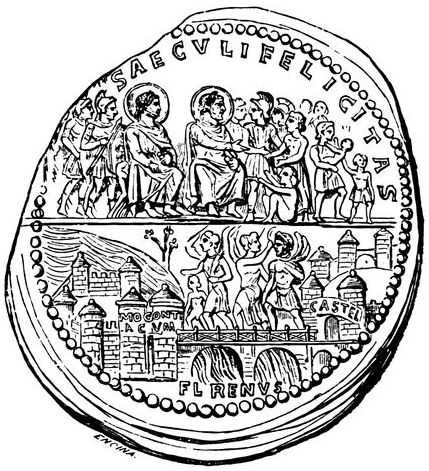
Lyoner Bleimedaillon mit der stilisierten Darstellung von Moguntiacum, Rheinbrücke und Castellum

Im Zuge der diokletianischen Reformen und dort insbesondere nach der ab 297 erfolgten Neugliederung der römischen Provinzen ging die Provinz Germania superior in der (verkleinerten) neuen Provinz Germania prima auf. Mogontiacum blieb Sitz des Provinzstatthalters. Zusätzlich fungierte die Stadt etwas später auch als Sitz zweier militärischer Befehlshaber, des Dux Germaniae primae und des Dux Mogontiacensis, denen das Grenzheer an diesem Abschnitt der Rheingrenze unterstand. Um das Jahr 300 datiert auch die erste bildliche Ansicht von Mogontiacum auf dem so genannten Lyoner Bleimedaillon. Dieses zeigt das mauerumwehrte Mogontiacum, die feste Rheinbrücke und den rechtsrheinischen Brückenkopf Castellum.

### Niedergang der Stadt (350 bis 450)

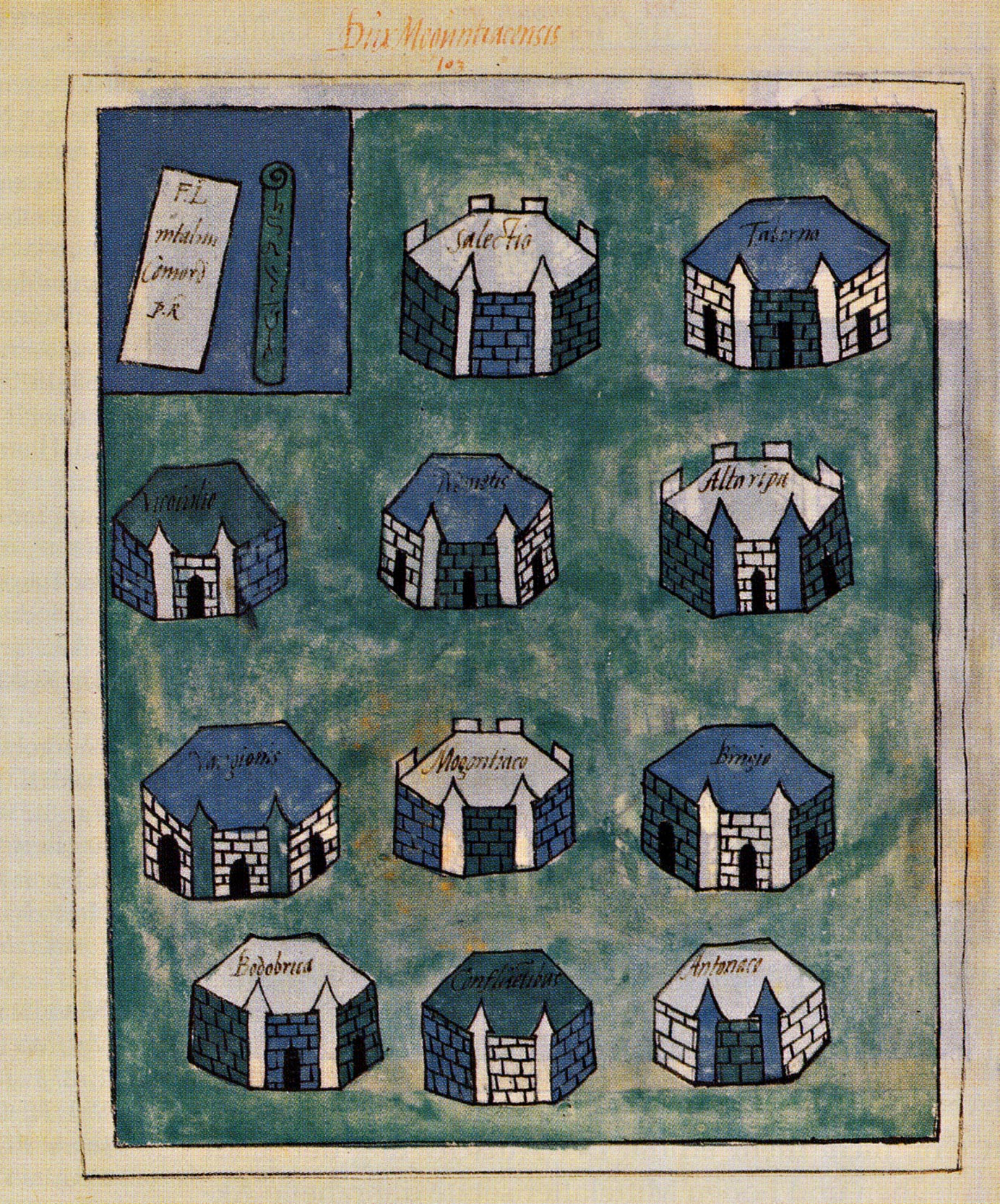
Befehlsbereich des Dux Mogontiacensis im 4. und 5. Jahrhundert

Um 350 kam es infolge der immer instabiler werdenden politischen Lage zum Bau einer zweiten Stadtmauer. Das Militärlager lag nun ebenso wie das Bühnentheater außerhalb des so gesicherten Stadtgebietes, beide Anlagen wurden abgebrochen. Es kam in den darauf folgenden Jahren wiederholt zu Einfällen germanischer Gruppen, vor allem Alamannen, die sich sogar zeitweise auf dem linksrheinischen Gebiet festsetzen konnten. Hintergrund war wohl ein erneuter Bürgerkrieg im Römischen Reich: In den Kämpfen zwischen dem Kaiser Constantius II. und dem Usurpator Magnentius wurde 351 die 22. Legion in der blutigen Schlacht bei Mursa fast vollständig aufgerieben und danach nicht wieder aufgestellt. Den Schutz der Stadt und des Umlandes übernahmen nun die milites Armigeri, möglicherweise eine noch bestehende Einheit der weitgehend aufgeriebenen Legion. 368 kam es während eines großen christlichen Festes zur Einnahme und Plünderung der Stadt durch Alamannen unter ihrem Anführer Rando.
Von den Folgen der um 376 einsetzenden so genannten „Völkerwanderung“ blieb auch Mogontiacum nicht verschont. Endlose Bürgerkriege führten erneut zu einer Vernachlässigung der Grenzverteidigung. Nach 400 wurden viele reguläre römische Truppen vom Rhein nach Italien abgezogen, um dort am Kampf gegen rebellierende westgotische Foederaten teilzunehmen. Vielleicht im Zusammenhang mit römischen Bürgerkriegen und wahrscheinlich noch in der Silvesternacht 406 überschritten dann Vandalen, Sueben und Alanen, mutmaßlich unter Benutzung der zu dieser Zeit wohl noch intakten Rheinbrücke, den Rhein bei Mogontiacum und plünderten und zerstörten die Stadt (siehe auch Rheinübergang von 406). Es kam zu einem vorübergehenden Zusammenbruch der römischen Grenzverteidigung, auch die römische Rheinflotte hörte zu diesem Zeitpunkt auf zu existieren.
Um 411 lag Mogontiacum im Einflussbereich des Kriegerverbandes der Burgunden, mit deren Unterstützung der Usurpator Jovinus zum römischen Kaiser erhoben wurde (möglicherweise in Mogontiacum), der sich aber nur kurze Zeit halten konnte. Die Burgunden selbst wurden 413 als römische foederati rheinaufwärts (mit Schwerpunkt Worms/civitas Vangionum) angesiedelt; gemeinsam mit regulären römischen Einheiten überwachten sie fortan die Grenze. Ihr Machtbereich wurde aber schon 436 von den Römern angegriffen und durch hunnische Hilfstruppen vernichtet, die Überlebenden wurden 443 in der Sapaudia (in etwa das heutige Savoyen) neu angesiedelt. Bei dem 451 erfolgten Einfall Attilas in Gallien überquerten die Hunnen bei Mogontiacum den Rhein. Die Stadt blieb zwar relativ unbeschadet zurück, jedoch endete nach diesem Ereignis, spätestens aber in den späten 460er Jahren, die offizielle römische Herrschaft über Mogontiacum. Zivile römische Strukturen blieben in der teilweise zerstörten Stadt aber bestehen, und kirchliche Vertreter des Bischofssitzes Mogontiacum übernahmen möglicherweise administrative Aufgaben. Spätestens nach der Schlacht von Zülpich 496 gehörte Mogontiacum nicht mehr zum Machtbereich der Alamannen. Die Stadt wurde nun Teil des Fränkischen Reiches unter Chlodwig I.

## Militärische Bedeutung
In der historischen Betrachtung der Stadtgründung und -entwicklung von Mogontiacum ist man sich weitestgehend einig, dass die Gründung des Legionslagers im Jahr 13 v. Chr. sowohl Impuls als auch Keimzelle für die spätere zivile Siedlung gewesen war. Keltische Siedlungen der Spätlatènezeit, die in Mainz-Weisenau und Mainz-Bretzenheim existierten, waren für die Entstehung von Mogontiacum ohne weitere Bedeutung und entstanden entweder zeitgleich mit dem Beginn der römischen Präsenz oder bestanden erst kurze Zeit.
Die militärische Bedeutung Mogontiacums bestand bis in die erste Hälfte des 5. Jahrhunderts fort. Es war über 350 Jahre lang Standort römischer Legionen und bis in die Mitte des 3. Jahrhunderts, teilweise auch noch im 4. Jahrhundert, Ausgangspunkt für Feldzüge in die Magna Germania. So begannen beispielsweise Feldzüge des Drusus, der Chattenfeldzug Domitians oder der geplante Feldzug des Severus Alexander gegen die Alamannen in Mogontiacum. Auch Maximinus Thrax führte nach seiner Ausrufung zum Kaiser 235 in Mogontiacum seine Truppen im Rahmen des Germanenfeldzugs 235/236 weit nach Germanien hinein und kämpfte dort gegen germanische Truppen (Harzhornereignis).
Ab dem Ende des 1. Jahrhunderts war Mogontiacum Verwaltungs- und Versorgungszentrum des Obergermanisch-Rätischen Limes. Nach dem Fall des Limes war Mogontiacum wichtige Grenzstadt und noch bis Mitte des 4. Jahrhunderts Standort einer römischen Legion und Sitz des dux Mogontiacensis. Die militärische Prägung Mogontiacums zeigt sich auch an dem fehlenden Stadtstatus der Zivilsiedlung. Trotzdem entwickelte sich diese ab dem Beginn des 1. Jahrhunderts relativ schnell und wies in den nächsten Jahrhunderten durch Bevölkerungszahlen, Handel und Dienstleistungen sowie offizielle Bauten eindeutig großstädtischen Charakter auf.

### Legions- und Militärlager

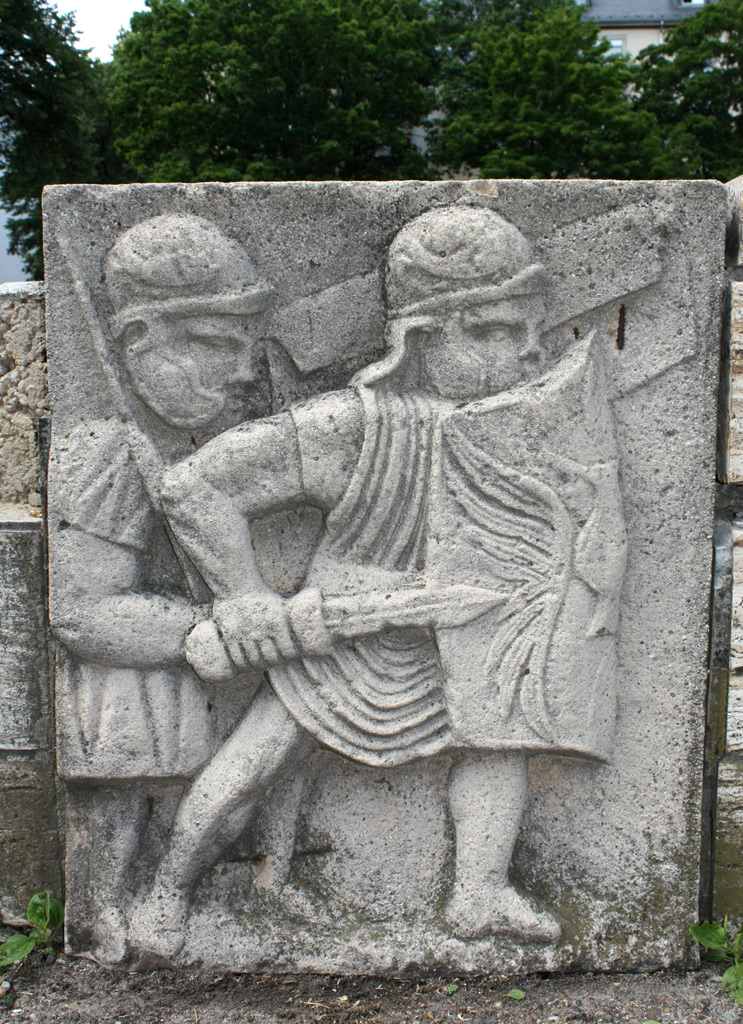
Originalgetreue Nachbildung eines Reliefs einer Spolie, die dem Praetorium des Legionslagers zugeordnet wird. Standort: Jubiläumsbrunnen, Ernst-Ludwig-Platz Mainz

Das von Drusus 13/12 v. Chr. gegründete Militärlager war eine der beiden Hauptausgangsbasen für die geplanten Feldzüge in das rechtsrheinische Magna Germania. Die Wahl des Standortes, heute als Kästrich bekannt (abgeleitet vom lateinischen castra), wurde ausschließlich von strategischen Gesichtspunkten bestimmt: Der Kästrich ist ein nach drei Seiten steil abfallendes, 120 m über Normalnull liegendes Hochplateau oberhalb des Rheinufers, das etwas versetzt gegenüber der Mündung des Mains in den Rhein liegt.
Das Legionslager war für die Aufnahme von zwei römischen Legionen (circa 12.000 Mann) der frühen Prinzipatszeit bestimmt. Aufgrund der großen Truppenmassierungen im Rahmen der Feldzüge entstand ein weiteres Militärlager in Mainz-Weisenau. Dort waren primär Auxiliartruppen stationiert, zeitweise auch weitere Legionstruppen.
Das Legionslager auf dem Kästrich wurde in Holz-Erde-Technik errichtet. Es war polygonal angelegt und umfasste eine Fläche von circa 36 Hektar. Bereits in augusteischer Zeit und wiederholt in nachfolgender Zeit wurde das Lager baulich verändert. Unter Vespasian wurde das Legionslager komplett in Steinbauweise neu errichtet. Insgesamt können heute fünf verschiedene Um- und Ausbauphasen archäologisch belegt werden. Nach Abzug der zweiten Legion ab 89 verblieb die 22. Legion nun allein in dem Legionslager. In Fachkreisen wird nach wie vor diskutiert, ob die freigewordene Fläche für den Bau des Statthalterpalastes und weiterer administrativer Gebäude genutzt wurde. Mit dem Bau der zweiten Stadtmauer um 350 und der gleichzeitigen zahlenmäßig immer geringer werdenden Präsenz römischer Truppen in Mogontiacum wurde das Legionslager aufgegeben. Es lag nun außerhalb des Stadtmauerringes und wurde abgebrochen. Spolien von Bauten aus dem Lager fanden sich in zahlreicher Form beim Abriss der Stadtmauerfundamente, so vor allem Ende des 19. und zu Beginn des 20. Jahrhunderts. Hierbei ist das so genannte „Mainzer Oktogon“ als repräsentatives Bauwerk zu nennen, das über umfangreiche Spolienfunde, die heute im Landesmuseum Mainz lagern, zumindest teilweise rekonstruiert werden kann. Es wird nach neueren Forschungen einem der Trierer Porta Nigra ähnlichen Torbau zugeordnet. Möglicherweise handelt es sich um die monumentale, der Rheinseite zugewandte Porta praetoria. Die Architekturteile lassen sich durch Bauinschriften in das letzte Viertel des 1. Jahrhunderts datieren. Gleiches gilt für eine große Pfeilerhalle mit Mitteldurchgang, die möglicherweise Bestandteil des Praetoriums war.
Anfang des 20. Jahrhunderts wurde im Grüngürtel der Mainzer Oberstadt das Thermenbad des Lagers ausgegraben und dokumentiert. Ebenfalls bekannt sind der Verlauf der Mauerumwallung sowie aufgrund der bekannten Straßenverläufe die Standorte der vier Tore des Lagers. Bei den Grabungen auf dem Gelände der heutigen Universitätskliniken (Bau 501) konnten im Jahr 2003 Teile der lagerinternen Fabrikationsstätten (fabrica) mit Großbauten, befestigten Zufahrtswegen und Schmelzöfen ergraben und dokumentiert werden. Südlich und südwestlich des Lagers schlossen sich zwei separate und später zusammengewachsene Lagerdörfer (canabae legionis) an.
Das zweite Militärlager in Mainz-Weisenau entstand ebenfalls auf einem Plateau oberhalb des Rheins, in etwa in Höhe des heutigen Steinbruchs der Heidelberger Zement-Werke. Es war aufgrund dort gemachter Funde mehrheitlich von Auxiliartruppen belegt, die zu den Legionen im Hauptlager gehörten. Das Lager wurde mehrfach ausgebaut, so beispielsweise unter Caligula, als dieser im Jahr 39 einen Feldzug ins rechtsrheinische Germanien plante. In seiner größten Ausbauphase wies das Lager eine Gesamtgröße von zwölf Hektar auf. Mit Abzug der zweiten Legion im Jahr 89 und bedingt durch die veränderte politische Lage wurde kein zweites Militärlager mehr in Mogontiacum benötigt und das Lager aufgegeben. Aufgrund der heutigen Situation – das in Frage kommende Gelände wurde seit Mitte des 19. Jahrhunderts als Steinbruch genutzt – sind keine Spuren des Lagers mehr nachweisbar.
Ein weiteres Militärlager für Auxiliartruppen auf dem Hartenberg wird vermutet, ist aber archäologisch noch nicht nachgewiesen worden.

### Stationierte Truppen

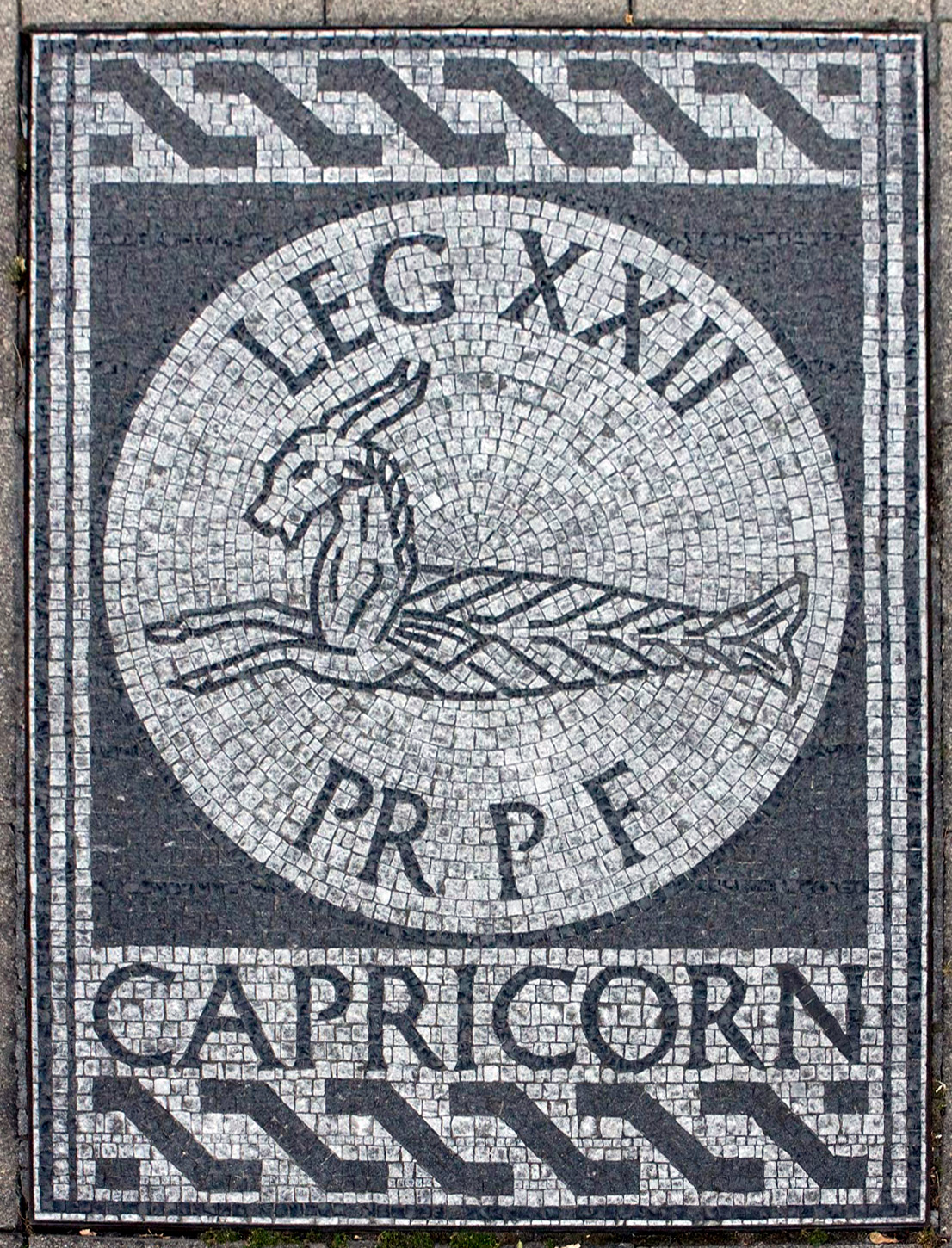
Wahrzeichen der Legio XXII Primigenia (Historisierendes modernes Bodenmosaik, Kästrich Mainz)

Die in Mogontiacum stationierten römischen Truppen lassen sich größtenteils über epigraphische Hinterlassenschaften wie Ziegelstempel, Grabmäler (nur 1. Jahrhundert) oder Bauinschriften erschließen, in geringerem Umfang finden einzelne römische Truppenstationierungen auch in der Historiographie Erwähnung wie beispielsweise bei Tacitus oder in der spätantiken Notitia dignitatum.
Insgesamt waren in Mogontiacum in der Prinzipatszeit neun unterschiedliche Legionen stationiert. Zwischen den Jahren 9 und 17 erreichte die Truppenpräsenz mit vier gleichzeitig stationierten Legionen samt dazugehörenden Auxiliartruppen mit schätzungsweise knapp 50.000 Soldaten ihren Höhepunkt. Ab dem Jahr 93 besetzte die Legio XXII Primigenia Pia Fidelis (später mit den Ehrennamen Antoniniana, Severiana und Constantiniana Victrix) als einzige Legion das Legionslager bis Mitte des 4. Jahrhunderts, eventuell in Teilen auch bis zum Anfang des 5. Jahrhunderts. Die Notitia dignitatum, welche in das erste Drittel des 5. Jahrhunderts datiert wird, nennt für die Endzeit des römischen Mogontiacum die milites Armigerie, vermutlich eine Art Bürgermiliz. Diese war innerhalb des Stadtgebietes stationiert und unterstand dem Dux Mogontiacensis beziehungsweise einem Praefectus militum armigerorum Mogontiaco.
Zusätzlich zu den Legionen waren in Mainz auch Auxiliartruppen stationiert. Bis Anfang des 5. Jahrhunderts sind 13 verschiedene Alen und zwölf Kohorten bezeugt. Ab der zweiten Hälfte des 2. Jahrhunderts sind für Mogontiacum zusätzlich vier verschiedene Numeri bekannt.

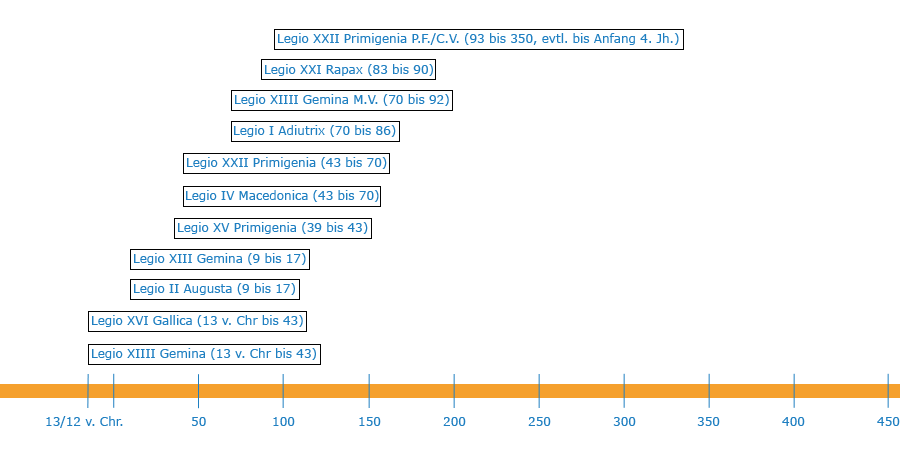
Stationierung der römischen Legionen in Mogontiacum – Übersicht

### Stützpunkt der Rheinflotte
Bereits kurz nach der Gründung des Legionslagers und dem Beginn der zivilen Besiedlung des heutigen Stadtgebiets entstanden mehrere Hafenanlagen am Rheinufer. Historische Quellen und archäologische Funde belegen gleichermaßen die große Bedeutung von Mogontiacum als militärisch und zivil geprägte Hafenstadt am Rhein.

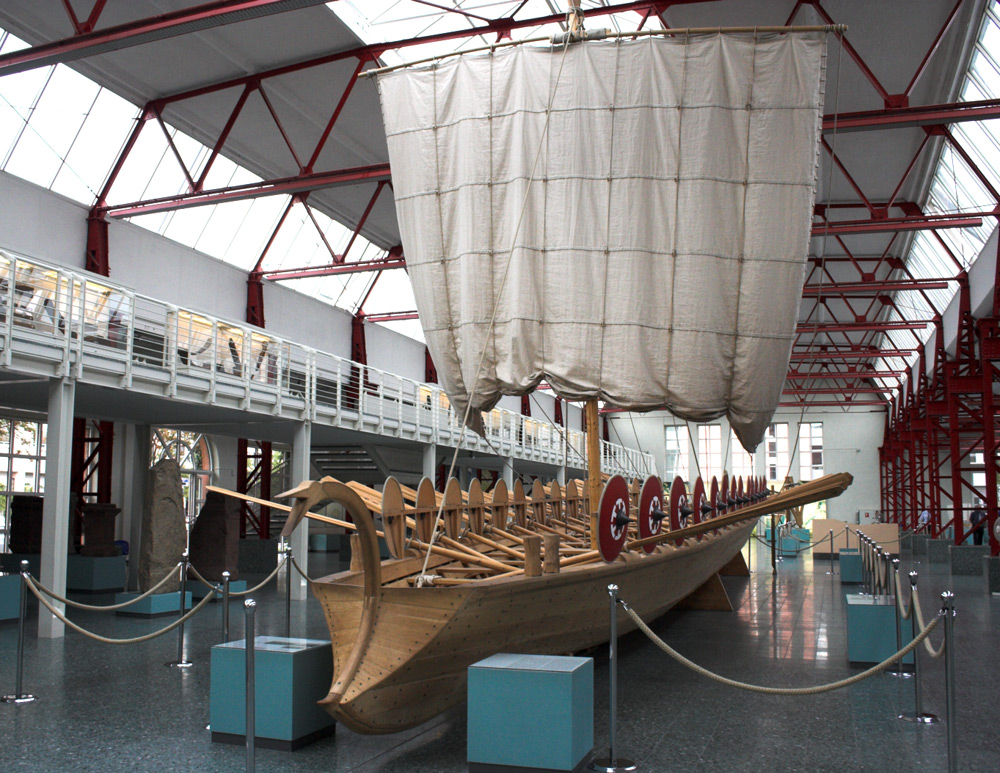
Navis lusoria – Rekonstruktion nach den Mainzer Römerschifffunden. Museum für Antike Schifffahrt, Mainz

Erste archäologische Funde aus der Mitte des 19. Jahrhunderts zu militärischen Hafenanlagen wurden im Rahmen der Rheinufererweiterung und der Entstehung der Mainzer Neustadt gemacht. So wurden am „Dimesser Ort“, in der Nähe des heutigen Zoll- und Binnenhafens neben zahlreichen zivilen Funden auch Militärausrüstungsstücke gefunden. Reste einer massiv gebauten Mole aus Gussbeton und Baureste weiter rheinabwärts, die sich möglicherweise einem römischen Burgus zuordnen lassen könnten, wurden ebenfalls gefunden. Ähnliche bauliche Strukturen späterer Zeit sind anderen Ortes als Fluss-Kriegshäfen gedeutet worden. Zudem ließe sich das von einer massiven Mole und einem weiter entfernten, mitten im Rhein auf der Ingelheimer Aue stehenden Burgus geschützte Flussbecken als militärisches Hafengebiet dem bekannten Haupthafen der römischen Rheinflotte in Köln-Alteburg gleichstellen.
Ein zweiter römischer Militärhafen befand sich rheinaufwärts am Brand (Nähe Rathaus Mainz, Altstadt). Aufgrund der dort entdeckten baulichen Reste sowie der 1980/1981 gefundenen römischen Militärschiffe, unter anderem des Typs Navis lusoria, ist die Identifizierung als Kriegshafen eindeutig feststellbar gewesen. Auch hier wurden in mehreren Bauphasen vom Rhein abgetrennte Schiffsbecken lokalisiert, die der Verschiebung des Rheinufers ostwärts folgten. Die Hauptnutzung dieses Kriegshafens lag in der zweiten Hälfte des 3. und im 4. Jahrhundert, als der Rhein erneut Grenze der Provinz Germania superior/Germania prima wurde. Kriegsschiffe patrouillierten zu dieser Zeit von Mogontiacum aus auf dem Rhein, bis sich Anfang des 5. Jahrhunderts die römische Rheinflotte nach dem Germaneneinfall 406/407 auflöste.
Noch weiter rheinaufwärts wurden in Höhe der Neutorstraße/Dagobertstraße Reste von Uferbefestigungen und einer Werft aus den Jahren 5 bis 9 gefunden, die zu diesem Zeitpunkt höchstwahrscheinlich militärisch genutzt wurde. Inschriften nennen zudem Angehörige (signifer/Fahnenträger) der 22. Legion als Aufseher von navalia genannten Schiffshäuser und erwähnen ein eigenes Stadtviertel der navalia.

## Das zivile römische Mainz
Mogontiacum war ab der Gründung im 2. vorchristlichen Jahrzehnt bis in die Mitte des 4. Jahrhunderts in erster Linie einer der größten und wichtigsten Militärstützpunkte am Rhein. Dies führte zu einer eindeutig militärischen Dominanz der zivilen Siedlungen, die rund um das Legionslager und um das zweite Militärlager in Weisenau entstanden. Trotzdem entstand im 2. und 3. Jahrhundert zwischen dem Legionslager und der Rheinbrücke eine immer mehr städtisch geprägte Infrastruktur durch das Zusammenwachsen einzelner vici und, spätestens nach dem ersten Stadtmauerbau in der Mitte des 3. Jahrhunderts, eine großstädtisch geprägte römische Zivilsiedlung.

### Rechtlicher Status der Stadt im römischen Imperium
Trotz der Herausbildung städtischer Strukturen, unter anderem durch Großbauten und der Funktion als Provinzhauptstadt ab dem Jahr 90, besaß Mogontiacum keinen offiziellen Stadtrechtstitel wie Colonia, Municipium oder Civitas. Die Zivilsiedlung hatte nach wie vor den Status einer canabae legionis, war also keine Stadt im rechtlichen Sinn. Sie unterstand der Jurisdiktion des Legionslegaten beziehungsweise des Statthalters. Auch die Einwohner Mogontiacums bezeichneten sich in der Stiftungsinschrift zur Mainzer Jupitersäule als Canabarii. Gleiches galt offenbar auch für die Zivilsiedlungen bei dem Bonner, dem Straßburger und dem Regensburger Legionslager.
Eine Erwähnung als Civitas ist erstmals in die Jahre der ersten Tetrarchie (nach 293 bis 305) datiert, zu einer Zeit also, in der diese Differenzierungen der Stadtrechtstitel bereits durch die allgemeine Bürgerrechtsverleihung Caracallas (Constitutio Antoniniana im Jahr 212) mehr oder weniger aufgelöst worden waren. Unter Diokletian wird Mogontiacum als metropolis in der Provinz Germania prima erwähnt. Ammianus Marcellinus bezeichnete Mogontiacum 355 als municipium Mogontiacum.

### Provinzhauptstadt Mogontiacum der Provinz Germania superior

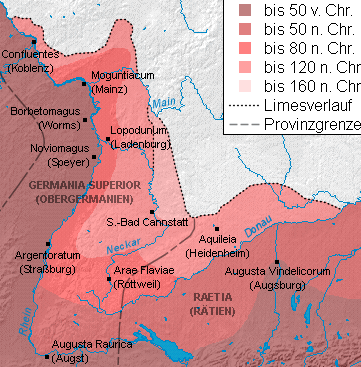
Römische Expansion in Südwestdeutschland

Nach dem Verzicht des Tiberius auf die dauerhafte Besetzung der Magna Germania mit der gewünschten Elbgrenze verblieb die Organisation der linksrheinischen Gebiete in einem provisorischen Verwaltungsstadium. Es kam zu einer Zusammenlegung des Verwaltungsbezirkes des obergermanischen Heeres (exercitus superior) mit dem Verwaltungszentrum Mogontiacum. Die Administration und insbesondere die Finanzverwaltung unterstand der Verwaltung der Provinz Gallia Belgica.
Unter Domitian erfolgte sowohl eine größere und dauerhafte Gebietserweiterung auf rechtsrheinisches Gebiet (Agri decumates) als auch die Errichtung einer neuen Provinz, Germania superior. Sie gehörte zu den kaiserlichen Provinzen und war mit einer Fläche von 93.500 km² eine der mittelgroßen Provinzen des römischen Reiches. Die bereits bestehende Zivilsiedlung Mogontiacum wurde gleichzeitig zur Provinzhauptstadt erhoben, ohne dass sich der rechtliche Status der Siedlung änderte. Der bisherige Militärkommandeur der obergermanischen Heeresgruppe (legatus Augusti pro praetore), der auch für die Zivilverwaltung zuständig war, wurde konsularischer Statthalter der neu gegründeten Provinz, dem wie üblich zugleich weiterhin die dort stationierten Truppen unterstanden.
Bei der Neustrukturierung der römischen Provinzen unter Diokletian nach 297 ging aus Germania superior die deutlich kleinere Provinz Germania prima hervor. Mogontiacum blieb Sitz des Statthalters, wie eine Nennung von Mogontiacum als metropolis in der Notitia Galliarum zeigt. Auch der zu Regierungszeiten Diokletians neu erschaffene Posten des dux Mogontiacensis als Militärführer aller Truppen am Oberrhein residierte in Mogontiacum.

### Lagerdorf und Zivilsiedlung
Zeitgleich zur Entstehung des Legionslagers auf dem Kästrich entstanden in augusteischer Zeit auf der südlich und südwestlich angrenzenden Hochebene vor dem Lager zwei vorerst getrennt angelegte canabae. Diese waren im Gegensatz zu den zivilen Siedlungsbereichen halbmilitärisch geprägt. In flavischer Zeit kam es wie in den zivilen vici zu einem umfangreichen Ausbau der canabae in Stein. Auch im 2. Jahrhundert wuchsen beide canabae und verschmolzen größtenteils, nur noch durch das Aquädukt an der südwestlichen Lagerecke getrennt, zu einer Siedlung. Bei der Erneuerung der Lagermauer in der Mitte des 3. Jahrhunderts nach dem Fall des Limes wurden auch die canabae mit einer Schutzmauer umgeben. Mit der Aufgabe des Legionslagers ein Jahrhundert später und nach den Zerstörungen der folgenden Jahre durch Chatten und Alamannen wurden auch die canabae aufgegeben und verlassen. Archäologisch sind Kellergruben und ein rechtwinkliges Straßensystem sowie zivile Bestattungen auf nahe liegenden Begräbnisstätten nachgewiesen.
Unterhalb des Legionslagers entstanden kurz darauf einzelne, voneinander getrennte, vici. Früheste archäologische Nachweise für eine zivile Besiedlung noch aus augusteischer Zeit finden sich direkt vor der Porta praetoria (heutige Emmerich-Josef-Straße). Entlang der von dort verlaufenden römischen Straße zum Rheinübergang (heute Emmeransstraße) breitete sich dieser vicus langsam in Richtung des heutigen Schillerplatzes und des Flachsmarktes aus. Am Flachsmarkt traf eine zweite Hauptstraße vom Militärlager in Weisenau kommend mit der erstgenannten Straße zusammen. Weitere unmittelbar nach dem Beginn der römischen Präsenz entstandene Zivilsiedlungen befanden sich vor dem Militärlager in Weisenau und am Dimesser Ort. Letztgenannter vicus gilt als bedeutendste Zivilsiedlung und als Mittelpunkt des Zivillebens in Mogontiacum im ersten nachchristlichen Jahrhundert. Als vermutliche Siedlung der Fernhandelskaufleute scheinen die canabarii schnell einen gewissen Wohlstand erreicht zu haben, der verbunden war mit dem Wunsch nach rechtlicher Anerkennung der Zivilsiedlung. Die Stiftung der Großen Mainzer Jupitersäule im ersten Drittel des 1. Jahrhunderts wird verschiedentlich als Versuch der Zivilbevölkerung gedeutet, die rechtliche Anerkennung der Siedlung zu beschleunigen.
Mit dem Wiederaufbau der zerstörten zivilen Siedlungsbereiche nach dem Bataveraufstand und dem Ausbau der Infrastruktur in der folgenden Zeit verschmolzen auch die einzelnen vici langsam zu einer zusammenhängenden, städtisch geprägten Siedlungsfläche. Zudem konnte für die Zeit der flavischen Kaiser und nochmals verstärkt ab dem 2. Jahrhundert für den Weisenauer vicus und für den vicus am Dimesser Ort eine Siedlungsverlagerung in Richtung der heutigen Innenstadt nachgewiesen werden. Die nun zentral unterhalb des Legionslagers gelegene Zivilsiedlung erstreckte sich vom Fuß des Kästrichs bis zum Rhein. Da es keine zusammenhängende Bauplanung gab, wurde das bisher nachgewiesene Straßennetz nicht regelmäßig angelegt. Zentrale Bereiche der Innenstadt waren wahrscheinlich der Flachsmarkt, wo auch gelegentlich das Forum vermutet wird, der Schillerplatz als hochwassergeschützter Siedlungsbereich sowie der heutige Dombereich, in dem der zentrale Kultbezirk vermutet wird.
Das Stadtgebiet umfasste nach dem Bau der zweiten Stadtmauer in der Mitte des 4. Jahrhunderts 98,5 Hektar. Für die Zivilsiedlung ist ein größeres Thermengebäude in direkter Nähe des heutigen Staatstheaters aus der ersten Hälfte des 1. Jahrhunderts bekannt. Ein größeres administratives Bauwerk stand in direkter Nähe des heutigen Städtischen Altersheimes. Bei Bauarbeiten in den 1970er-Jahren wurden umfangreiche Architekturreste, ein Marmorbrunnen mit bronzener Fischfigur als Wasserspeier sowie Ziegel mit Stempel der Mainzer Legionen gefunden. Vermutet wird hier der Statthalterpalast, der ähnlich repräsentativ wie sein Kölner Gegenstück oberhalb des Rheinufers gestanden haben könnte. Luxuriöse Stadtvillen wurden im Bereich der Schillerstraße am heutigen Proviant-Magazin sowie in der Altstadt (Badergasse), teils mit Mosaikschmuck, freigelegt.
Über die Einwohnerzahl von Mogontiacum gibt es keine Angaben oder Schätzungen. Die flächenmäßig etwas kleinere zivile Colonia Claudia Ara Agrippinensium hatte um das Jahr 50 circa 30.000 Einwohner. Lediglich die Größe des Bühnentheaters, das circa 10.000 Zuschauer aufnehmen konnte, und die allgemeine Stadtentwicklung lassen gewisse Rückschlüsse auf eine mögliche zivile Einwohnerzahl zu, die im unteren fünfstelligen Bereich gelegen haben dürfte.
Die Topographie des zivilen Mogontiacums ist nur unzureichend archäologisch erschlossen und im Vergleich zu anderen bedeutenden Römerstädten in Deutschland wenig erforscht. Dafür gibt es unterschiedliche Gründe. So kam es ab dem frühen Mittelalter zu einer kontinuierlichen Wiederverwendung des qualitativ hochwertigen römischen Baumaterials für die baulich expandierende Stadt. Eine bewusste Zerstörung römischer Überreste gab es ebenfalls immer wieder. So beispielsweise die des Bühnengebäudes beim Bühnentheater während des Eisenbahnbaus am Ende des 19. Jahrhunderts oder die des Mithräums am Ballplatz, die noch 1976 trotz Proteste aus der Bevölkerung erfolgte. Generell erfolgte in dem heutigen Stadtgebiet eine intensive Überbauung des römischen Siedlungsgebietes ab dem Mittelalter.

### Zivil genutzte Binnenhäfen

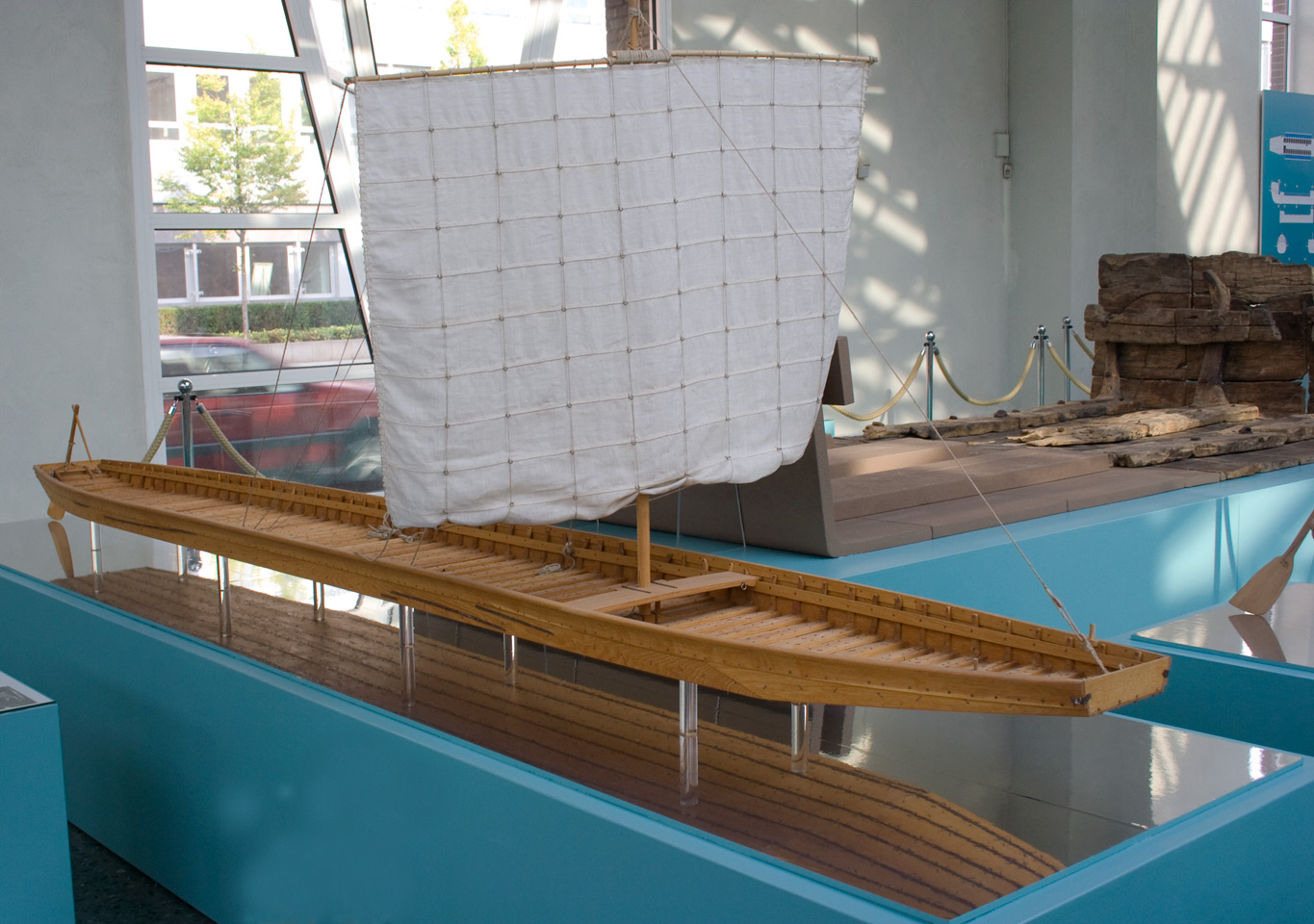
Modell und Originalfundstück eines römischen Lastkahns (1. Jahrhundert, FO: Mainz). Museum für Antike Schifffahrt, Mainz

Der bereits genannte Dimesser Ort war nicht nur höchstwahrscheinlich ein militärisch genutzter Hafen, sondern scheint auch der Fernhandelshafen gallisch-italischer Handelskaufleute gewesen zu sein. Darauf deuten eine hohe Funddichte von Transportamphoren mediterraner Herkunft sowie weitere Importfunde aus Gallien und dem Mittelmeerraum. Die zudem gemachten baulichen Funde wie Steinpflaster (möglicherweise eine Laderampe für Plattbodenschiffe) und Kaianlagen unterstützen diese Vermutung. Im Zusammenhang mit den Handelstätigkeiten ist auch eine prosperierende Zivilsiedlung am Dimesser Ort entstanden, die bereits zur Mitte des 1. Jahrhunderts das zivile Zentrum von Mogontiacum gewesen sein muss.
Weitere zivil genutzte Häfen beziehungsweise Landungsstellen mit weniger aufwändigen Kaianlagen und Frachthäusern wurden auch rheinaufwärts in Höhe der Mainzer Altstadt (Dagobertstraße, Kappelhof, hier Fund zweier römischer Prahme aus dem 1. Jahrhundert) festgestellt. Hier dürften die kelto-romanischen einheimischen Rheinschiffer und -händler tätig gewesen sein, deren Existenz beispielsweise durch den Grabstein des Reeders und Händlers Blussus (datiert um das Jahr 50) gut nachgewiesen ist. Auch die römerzeitliche Floßschifffahrt hatte eine große Bedeutung und dürfte vor allem beim Holztransport auf dem Rhein nach Mogontiacum an erster Stelle gestanden haben.

### Bühnentheater

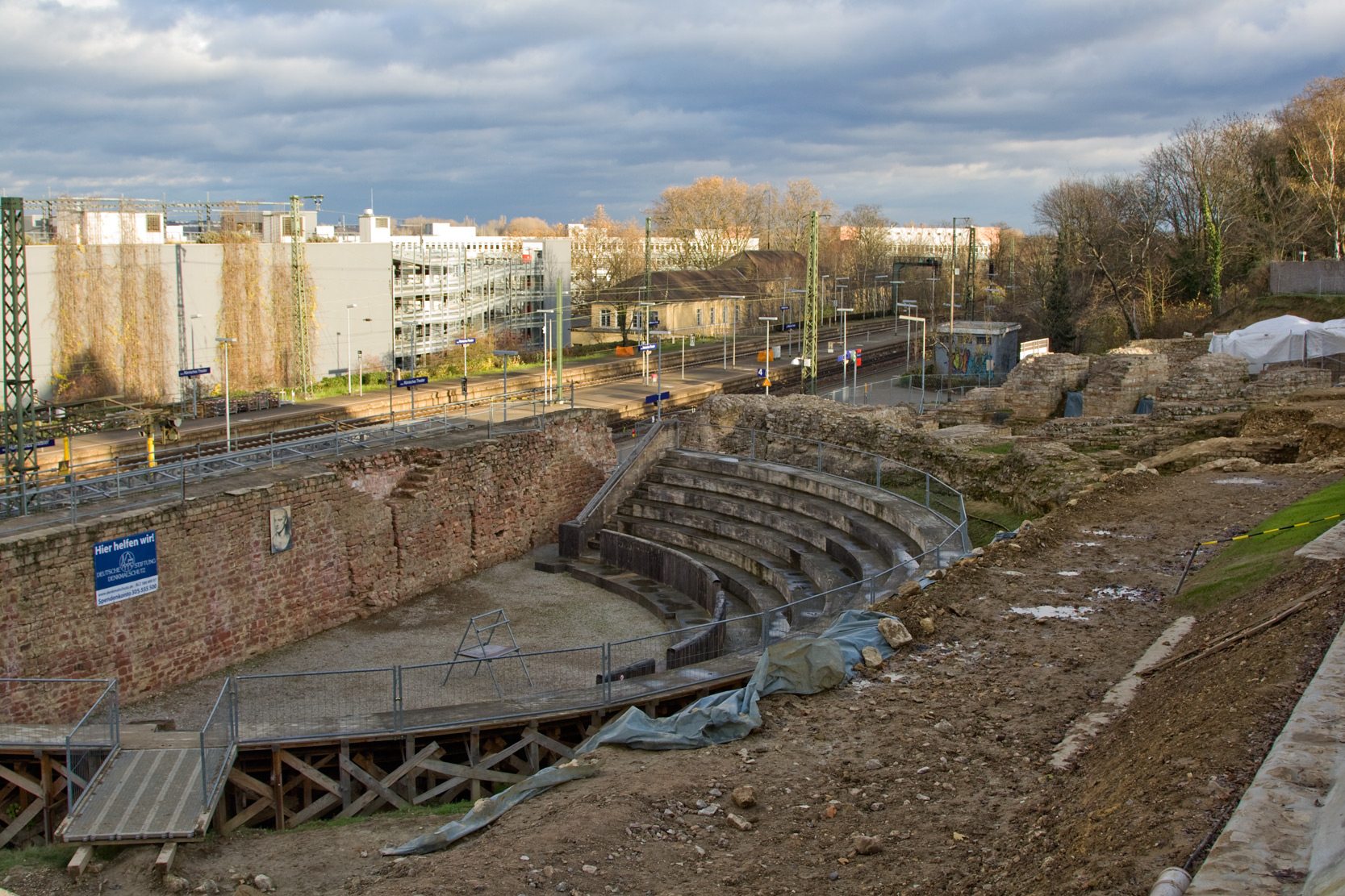
Teilansicht des Römischen Bühnentheaters in Mainz aus dem 2. Jahrhundert

Durch eine Erwähnung bei dem Schriftsteller Sueton ist bereits für das Jahr 39 ein Bühnentheater in Mogontiacum belegt. Die heute sichtbaren und freigelegten Überreste des Theaters stammen aus dem 2. Jahrhundert und folgte wahrscheinlich einem früheren, in Holz-Erde-Technik errichteten Theater. Mit einer Bühnenlänge von 41,25 m und einem Durchmesser des Zuschauerhalbrundes von 116,25 m ist es das größte römische Bühnentheater nördlich der Alpen. Es konnte damit über 10.000 Zuschauern Platz bieten. Das Bühnentheater, welches in direkter Nähe zum Drususstein südlich des Legionslagers stand, wurde sehr wahrscheinlich neben dem regulären Schauspielbetrieb auch im Zusammenhang mit kultischen Feierlichkeiten für Drusus genutzt, was den verhältnismäßig großzügigen Ausbau erklären könnte.
Das Theater war bis in das 4. Jahrhundert in Benutzung, lag nach dem zweiten Stadtmauerbau und der damit erfolgten Verkleinerung des Stadtgebietes aber außerhalb des geschützten Stadtgebietes. Bereits für den Bau dieser zweiten Stadtmauer wurden Spolien aus dem Theaterbereich verwendet. Das massive Gussmauerwerkgewölbe wurde ab dem 6. Jahrhundert als frühchristliche Begräbnisstätte benutzt. Noch im frühen Mittelalter gab es oberirdisch sichtbare Ruinen des Theaters, die in schriftlichen Zeugnissen Erwähnung fanden. Die letzten oberirdisch sichtbaren Reste des Theaters wurden in Mitte des 17. Jahrhunderts beim Ausbau der Zitadelle eingeebnet.

### Römische Rheinbrücke

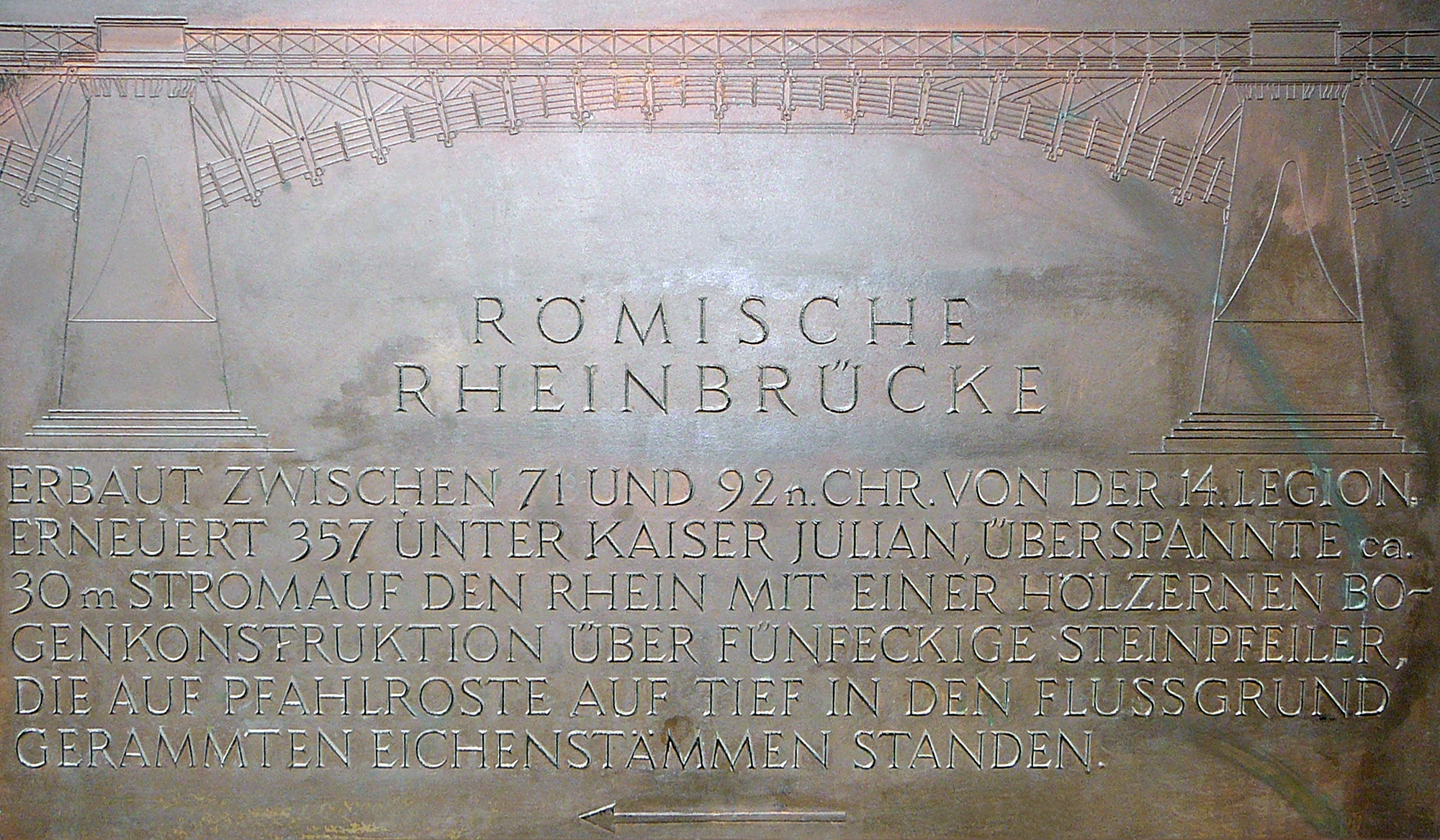
Moderne Brückentafel der Römerbrücke, die als eine Holztragwerkkonstruktion mit Segmentbögen rekonstruiert wird

Bereits kurz nach der Lagergründung unter Drusus, spätestens aber vor seinem von Mogontiacum ausgehenden Feldzug im Jahr 10 v. Chr., dürfte eine Schiffbrücke (pons navalis) zum rechtsrheinischen Ufer bestanden haben. Ab dem Jahr 27 und damit in tiberischer Zeit ist ein erster fester Holzbrückenbau dendrochronologisch nachgewiesen. Es handelte sich hierbei höchstwahrscheinlich um eine Pfahljochbrücke. Unter Domitian entstand Anfang der 80er Jahre ein fester Brückenbau, der circa 30 m oberhalb der heutigen Theodor-Heuss-Brücke den Rhein überquerte. Die 420 m lange Brücke besaß mindestens 21 Steinpfeiler, davon 14 im Strombett archäologisch nachgewiesen, die jeweils auf aufwändig gesetzten Pfahlrosten ruhten. Auf den Steinpfeilern lag der hölzerne Brückenaufbau, der eine 12 m breite mehrspurige Fahrbahn trug. Eine Bauinschrift bei der linksrheinischen Brückenrampe stammt von der Legio XIIII Gemina, die in den Jahren 70 bis 92 in Mogontiacum stationiert war. Die Rheinbrücke wurde mehrfach erneuert und repariert, so beispielsweise in den Jahren 100, 157, 213 sowie in den folgenden Jahrzehnten. Es wird angenommen, dass sie auch noch oder wieder zu Beginn des 5. Jahrhunderts in Funktion war und der Rheinübergang des Germaneneinfalls im Jahr 406 über sie erfolgte. Eine schematische Abbildung der Pfahlrostbrücke findet sich auf dem um 300 entstandenen Lyoner Bleimedaillon.
Die Brücke besaß aufgrund unterschiedlicher Pfeilerabstände eine gleichmäßig gewölbte Fahrbahn, so dass in der Strommitte die größtmögliche Durchfahrtshöhe für Rheinschiffe vorhanden war. Rechtsrheinisch führte die Brückenfahrbahn direkt in das Castellum Mattiacorum, die Brücke war somit auch militärisch gesichert.
Eine kleinere Brücke über den Main, die etwas oberhalb der Mainmündung lag, ist ebenfalls nachgewiesen. Möglicherweise gab es auch noch einen zweiten Rheinübergang in Form einer Schiffbrücke oder eines dauerhaften Fährübergangs. Dieser könnte unterhalb des Auxiliarlagers in Mainz-Weisenau gelegen haben, ist aber bislang in der Forschung nicht eindeutig nachweisbar.

### Aquädukt

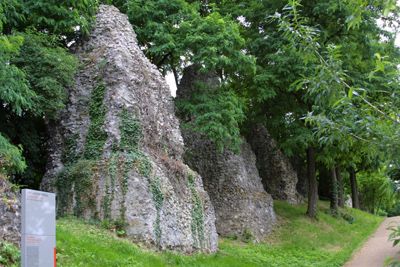
Überreste der Pfeiler des römischen Aquädukts aus dem 1. Jahrhundert. Standort: Mainz (Zahlbachtal)

Zur Versorgung des Legionslagers auf dem Kästrich und später auch der Zivilsiedlung wurde bereits im 1. Jahrhundert eine aufwändige Wasserleitung, teilweise in Aquäduktbauweise, errichtet. Die Wasserversorgung des Lagers über Brunnen im inneren Lagerbereich scheiterte an dem in über 20 m Tiefe liegenden Grundwasserstand. Der Wassertransport für das in der Anfangszeit mit mindestens zwei Legionen belegte Lager aus dem benachbarten Zahlbachtal war auf Dauer ebenfalls nicht realisierbar.
Wahrscheinlich existierte deshalb bereits ab der ersten Hälfte des 1. Jahrhunderts ein Aquädukt in Holzbauweise, welches das Lager mit Frischwasser versorgte. Als Ausgangsort dieser Wasserleitung konnten die zahlreiche Quellen aufweisenden Gebiete der heutigen Mainzer Stadtteile Drais und vor allem Finthen lokalisiert werden. Bisher gibt es allerdings keinen gesicherten Nachweis eines hölzernen Vorgängerbaus.
Im Rahmen der großflächigen Baumaßnahmen der flavischen Kaiser kam es, wohl zeitgleich mit dem Ausbau des Legionslagers in Stein, auch zum Bau eines in Steinbauweise errichteten Aquäduktes. Am Bau beteiligt waren die Mainzer Legionen Legio XIIII Gemina und Legio I Adiutrix, wie Ziegelstempel zeigen, die eine relativ genaue zeitliche Einordnung dieser Baumaßnahme zulassen. Das Aquädukt führte von den Quellen in Finthen zuerst unterirdisch, später in einer Fließrinne bis zur Kopfstation an der südwestlichen Ecke des Lagers. Die Wasserleitung war insgesamt fast neun Kilometer lang. Auf den letzten drei Kilometern wurde sie dann in Aquäduktbauweise ausgeführt und überquerte auf über 25 m hohen, wahrscheinlich zweigeschossigen, Bögen das Zahlbachtal. Der Achsabstand betrug dabei circa 8,50 m, das durchschnittliche Gefälle über die gesamte Leitungsstrecke 0,9 %. Berechnungen ergaben eine tägliche Wassermenge von mehreren 100 m³ Frischwasser, die über bleierne Druckwasserleitungen im Lager und auch in den canabae verteilt wurden.
Im Zahlbachtal sind heute noch die massiven Gussmauerkerne der Pfeiler auf einer Strecke von circa 600 m zu sehen. Die „Römersteine“ genannten Pfeilerstümpfe ragen teilweise noch mehrere Meter empor, sind aber fast vollständig ihrer ehemaligen Ummantelung beraubt.

### Stadtmauer und Stadttor

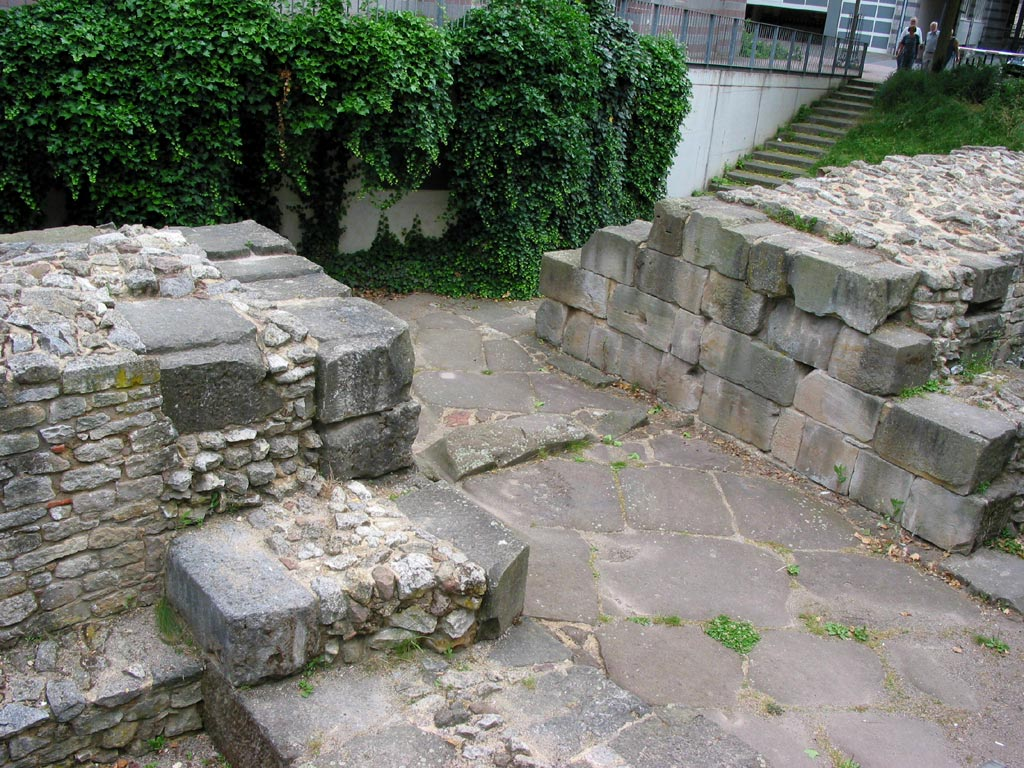
Römisches Stadttor und Teile der Stadtmauer aus dem 4. Jahrhundert. Standort: Mainz (Kästrich)

Kurz nach der Mitte des 3. Jahrhunderts (der parallel zum Rhein verlaufende Mauerabschnitt konnte durch die Untersuchung hölzerner Pfahlroste auf den Zeitraum 251/253 datiert werden) wurde die zwischen Legionslager und Rhein gelegene Zivilsiedlung erstmals mit einer Stadtmauer umgeben. Die Stadtmauer schloss südwestlich auf einer Länge von 600 m an die Befestigungen des Legionslagers an, das aber eigenständig blieb. Sie besaß rechteckige, leicht vorspringende Türme und einen Graben. Ihre Breite betrug 2 bis 2,50 m, die Höhe bis zur Unterkante des Wehrgangs 6 m. Insgesamt umschloss die mindestens 5,1 km lange Mauer nun circa 150 ha und stellte damit eine der größten Stadtbefestigungen römischer Zeit nördlich der Alpen dar. Die südwestlich vor dem Legionslager liegenden canabae legionis wurden ebenfalls befestigt, während die Zivilsiedlungen am Dimesser Ort und in Weisenau außerhalb des befestigten Stadtgebietes lagen und dadurch weiter an Bedeutung verloren. Gleichzeitig wurde auch die Steinmauer des Legionslagers erneuert, mittlerweile zum dritten Mal seit dem Bau der ersten steinernen Lagermauer unter dem flavischen Kaiser.
Nach Julians Sieg über die Alamannen 357 wurde, wahrscheinlich noch beginnend unter seiner Herrschaft, im Zeitraum 360–370 der Bau einer zweiten, verkürzten Stadtmauer begonnen. Zeitgleich wurde das Legionslager nach über 350 Jahren aufgegeben und die damit entstandene Lücke in der Befestigung durch ein neu errichtetes Mauerstück in diesem Bereich geschlossen. Dazu wurden Spolien aus den abgerissenen Großbauten des Legionslagers verwendet, die in großer Anzahl hier verarbeitet wurden. Der Abbruch dieses Mauerstücks im Zeitraum 1899 bis 1911 führte dementsprechend zu einer Vielzahl von qualitativ hochwertigen Architekturteilen, die unter anderem eine einigermaßen sichere Rekonstruktion des Praetoriums sowie weiterer Großbauten des Legionslagers und des Dativius-Victor-Bogens zuließen. Mit dem Bau der zweiten Stadtmauer wurde nun ein Stadtgebiet von etwa 118 Hektar umschlossen, womit der umwehrte Bereich gegenüber der Phase der ersten Stadtmauer um etwa ein Drittel schrumpfte.
Im Zuge von Baumaßnahmen auf dem Kästrich wurden 1985 Mauerreste dieser zweiten Stadtmauer sowie ein römisches Stadttor und das Pflaster der durchführenden Straße entdeckt. In die 2,70 m breite Stadtmauer wurde das Stadttor integriert und die noch aus dem Legionslager stammende via praetoria hindurchgeführt, die als strategisch wichtige Straße hinunter in die Zivilsiedlung führte. Eingeschliffene Fahrspuren auf der Torschwelle und dem gut erhaltenen Straßenpflaster aus Sandstein weisen mit 1,90 m Breite die typische Spurbreite römischer Fahrzeuge auf. Das Stadttor wurde mit einem zweiflügeligen Holztor verschlossen und wies zudem einen Torturm auf. Die gesamte Toranlage ist somit dem Typ „Andernach“ zuzurechnen und gehört zu den zeitlich spätesten Toranlagen, die im römischen Deutschland bekannt und erhalten sind.

### Denkmäler

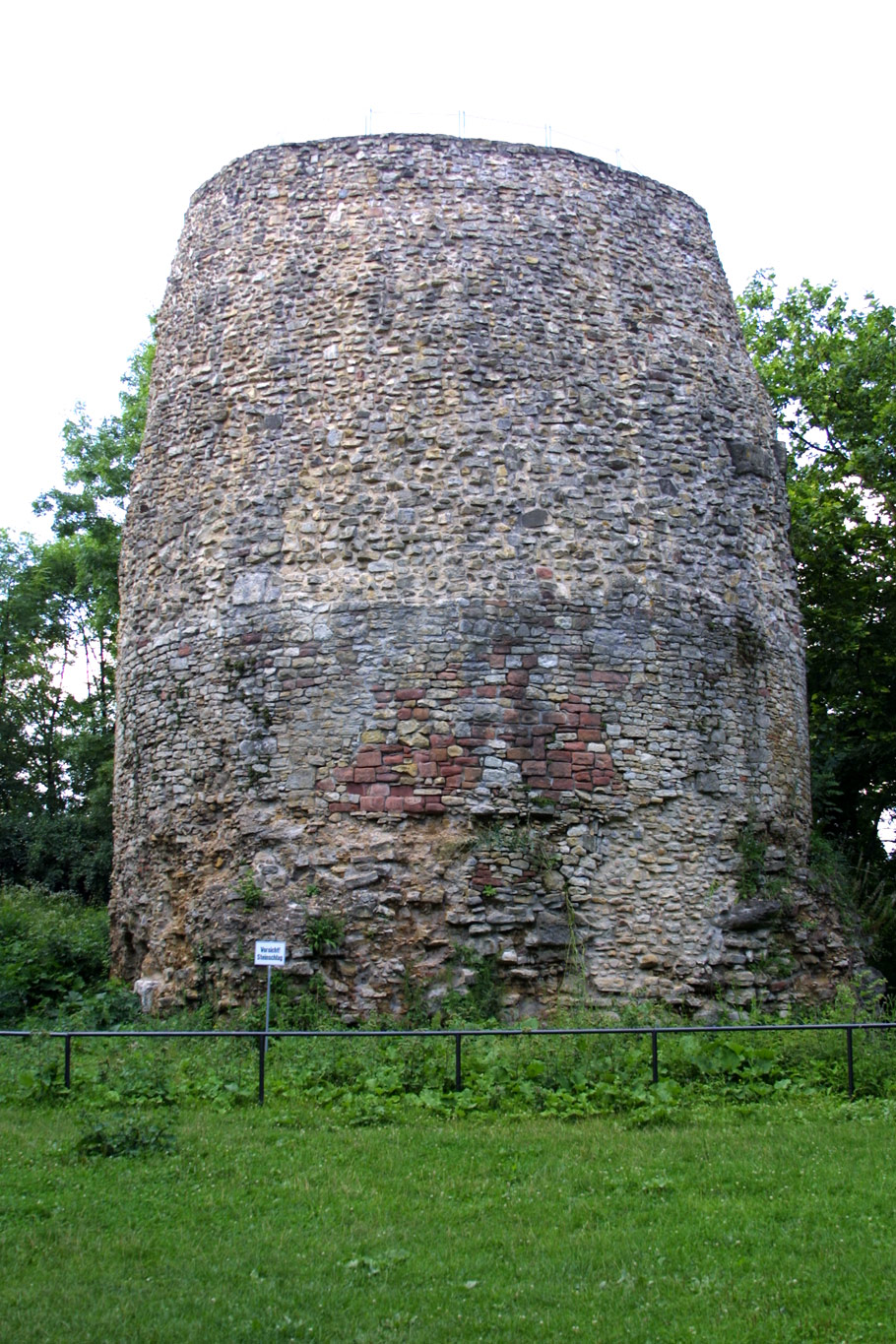
„Drususstein“, Kenotaph des Drusus aus dem frühen 1. Jahrhundert. Standort: Zitadelle Mainz

Das einzige heute noch am Originalstandort stehende und bedeutendste Denkmal aus der Zeit Mogontiacums ist der so genannte Drususstein. In der Wissenschaft gilt es mittlerweile, nach zwischenzeitlichen Zweifeln und Einordnungen in spätere Zeiträume, als mehr oder weniger erwiesen, dass es sich hier um das Kenotaph (tumulus honorarius) des römischen Feldherren Drusus handeln dürfte. Dieses wurde vom römischen Heer zu Ehren des 9 v. Chr. in Germanien tödlich verunglückten Feldherrn in Mogontiacum errichtet. Das Denkmal wurde später von Augustus gebilligt, der es mit einem eigens verfassten Grabgedicht bedachte. Auch römische Geschichtsschreiber wie beispielsweise Sueton oder Eutropius erwähnen explizit den Drususstein und das Kultzeremoniell zum Gedenken an Drusus.
Das Denkmal wurde außerdem Mittelpunkt von alljährlich stattfindenden Kult- und Gedenkfeiern (supplicatio) zu Ehren des Drusus, zu dem Abgeordnete des Landtages der drei gallischen Provinzen (concilium Galliarum) anreisten. Die römische Legionen aus Mogontiacum ehrten ihren ehemaligen Heerführer mit Paraden (decursio militum). Auch das nahe liegenden Theater mit seinen mehr als 10.000 Plätzen dürfte in diese Feierlichkeiten eingebunden worden sein.
Bei den heute noch sichtbaren Überresten des Kenotaphs handelt es sich um einen knapp 20 m hohen Steinbau aus massivem Gussmauerwerk mit darin eingebauten Werksteinen. Die ursprüngliche Höhe dürfte 30 m (dies entspricht 100 römischen Fuß) gehabt haben. Rekonstruktionen gehen von einem quadratischen Sockel und einem zylinderförmigen Geschoss (Tambour) aus, auf dem ein kegelförmiger Aufsatz saß, den ein Pinienzapfen krönte. Ähnliche Grabbauwerke aus der frühen Kaiserzeit finden sich auch an römischen Gräberstraßen in Italien.

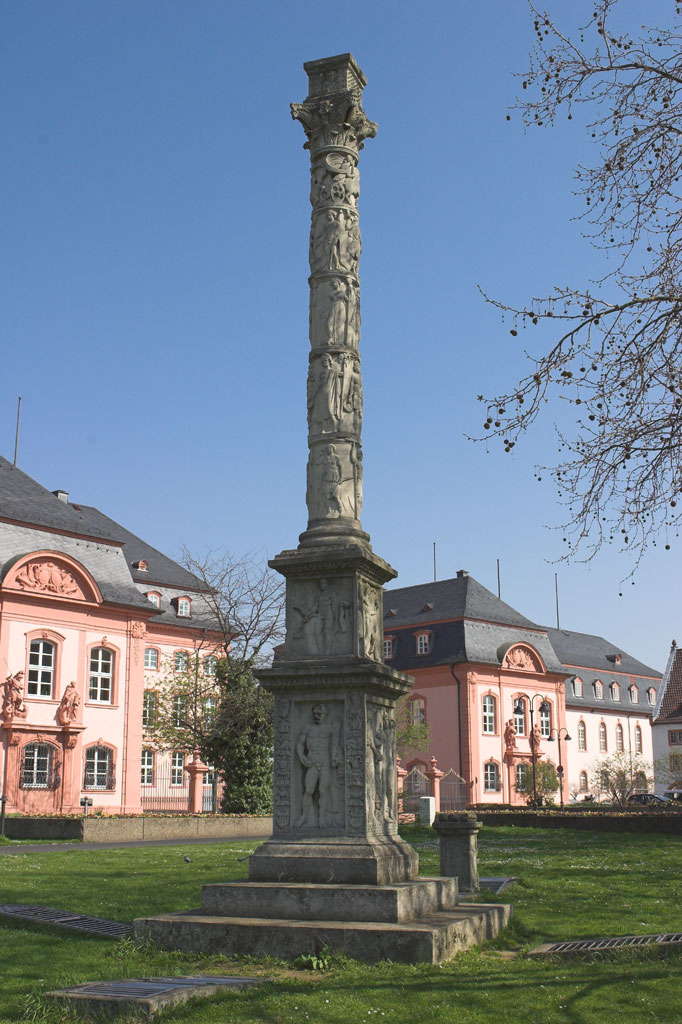
Große Mainzer Jupitersäule. Originalgetreue Rekonstruktion vor dem Mainzer Landtag, Original im Landesmuseum Mainz

Die Große Mainzer Jupitersäule ist ein in der zweiten Hälfte des 1. Jahrhunderts in Mogontiacum errichtetes Denkmal zu Ehren des römischen Gottes Jupiter. Sie gilt nicht nur als das früheste datierbare Denkmal dieser Art, sondern auch als die größte und aufwändigste Jupitersäule im deutschsprachigen Raum. Die Mainzer Jupitersäule war Vorbild für nachfolgende Jupiter(giganten)säulen, die vor allem im 2. und 3. Jahrhundert in den germanischen Provinzen errichtet wurden. Die 9,14 m hohe, reich skulpturierte, Säule krönte eine 3,36 m hohe Jupiterfigur samt Adler aus vergoldeter Bronze. Die erhaltene Stifterinschrift steht in Zusammenhang mit einer Treuebekundung zu Kaiser Nero und weist die canabarii, in diesem Fall die Bewohner der Zivilsiedlung Dimesser Ort am Rheinufer, als Stifter aus. Die aus über 2000 Einzelfragmenten zusammengesetzte Säule steht heute im Landesmuseum Mainz, von der Bronzefigur sind nur wenige Überreste erhalten geblieben. Eine originalgetreue Nachbildung der Großen Mainzer Jupitersäule steht heute vor dem Rheinland-Pfälzischen Landtag in Mainz.
Ein weiteres bedeutendes Denkmal aus der Mitte des 3. Jahrhunderts ist der Dativius-Victor-Bogen. Dieser Bogen diente im römischen Mogontiacum als Mitteldurchgang einer Säulenhalle eines öffentlichen Gebäudes, möglicherweise in Nähe des Legionslagers. Ein Großteil des Bogens (43 von insgesamt 75 einzelnen Sandsteinblöcken) wurde zwischen 1898 und 1911 bei der Niederlegung der mittelalterlichen Stadtmauer im unteren, spätrömischen Fundamentbereich als Spolien entdeckt. Auch dieser Bogen ist mit üppigem Reliefschmuck versehen, unter anderem mit einem teilweise erhalten Zodiakus, Weinranken und Jupiter/Juno. Die vollständig erhaltene Inschrift nennt Dativius Victor, decurio der civitas Taunensium (Ratsherr der Gebietskörperschaft der Taunenser in Nida) als Stifter. Dieser ließ sich möglicherweise infolge der zunehmenden Unruhen durch die ab 233 beginnenden Alamanneneinfälle in Mogontiacum nieder und stiftete aus Dankbarkeit den Bogen. Das Original steht ebenso wie die Mainzer Jupitersäule in der Steinhalle des Landesmuseums Mainz, ein Nachbau steht im direkten Umfeld des Kurfürstlichen Schlosses und des darin befindlichen Römisch-Germanischen Zentralmuseums.
1986 wurden in Mainz-Kastel Fundamente eines dreitorigen Großbauwerkes gefunden, bei dem es sich um einen Ehrenbogen gehandelt haben dürfte. Möglicherweise sind dies die Überreste des bei Tacitus, in der Tabula Siarensis und in der Tabula Hebana erwähnten Ehrenbogens für Germanicus, den Sohn des Drusus. Erwähnt wird die Errichtung von drei Ehrenbögen für Germanicus nach seinem Tod im Jahr 19. Einer davon stand in Mogontiacum apud ripam Rheni. Die zeitliche und personelle Zuordnung der aufgefundenen Fundamente ist allerdings strittig. Der vermutete Ehrenbogen könnte auch von Domitian während seiner Chattenkriege errichtet worden sein.

### Heiligtümer und Kultstätten

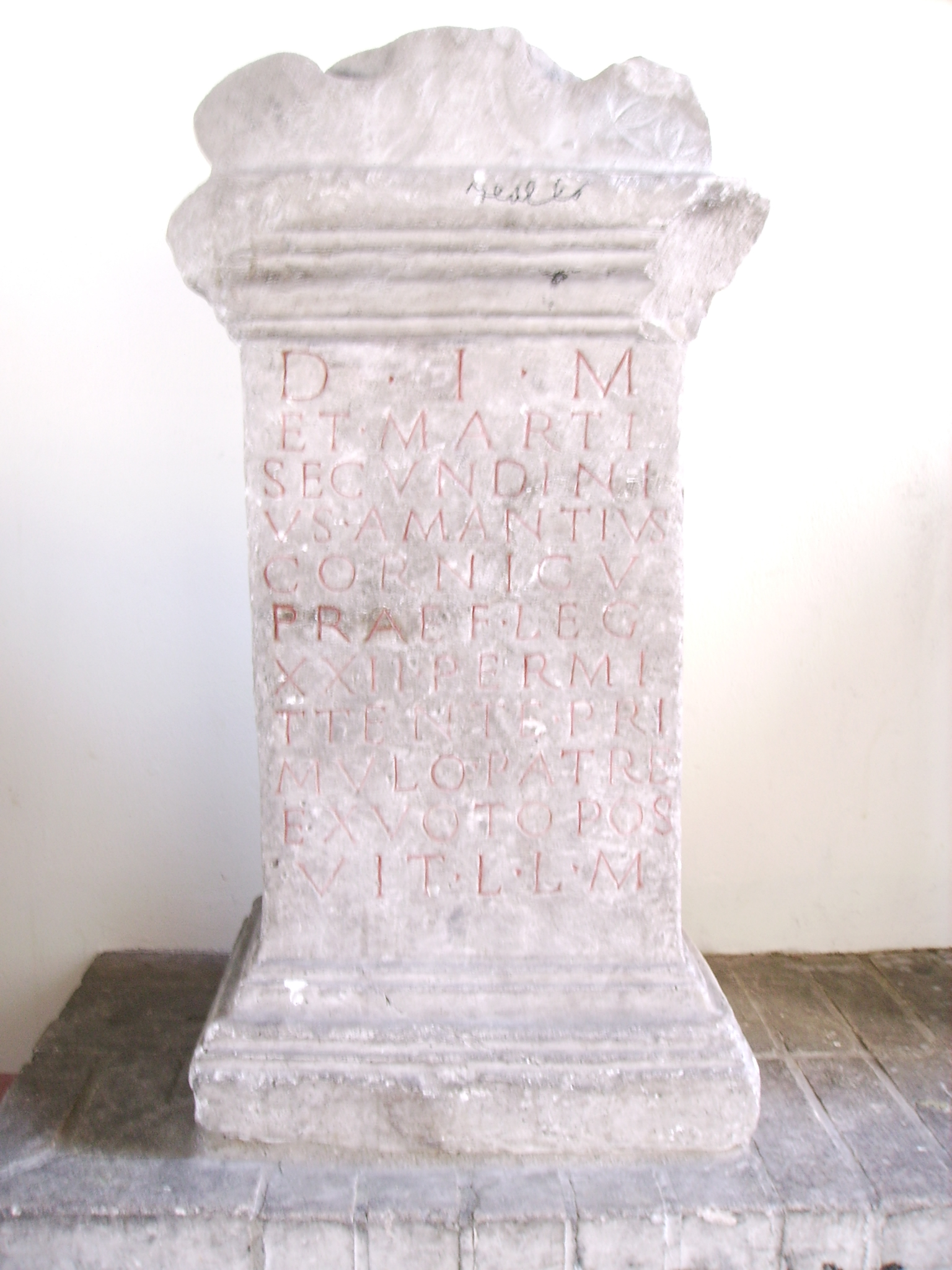
Weihealtar des Mithras aus Odenwälder Marmor, Fundort Ballplatz

Mogontiacum war Mittelpunkt des religiösen und kultischen Lebens des Umlandes. Dieses war in Mogontiacum aufgrund des Charakters der Stadt deutlich militärisch geprägt. So spielte der Kaiserkult in der Anlage rund um den Drususstein, beginnend mit den Kult- und Gedenkfeiern zu Ehren des Drusus und seines Sohnes Germanicus bereits in der Frühzeit Mogontiacums eine große und zentrale Rolle. Später entwickelte sich das einer Provinzhauptstadt entsprechende religiöse und kultische Leben, das auch auf das Umland ausstrahlte. Seitens der keltisch-romanischen Bevölkerung floss die Verehrung von einheimischen, relativ schnell auch romanisierten keltischen Gottheiten ein.
Aus Mainz und Umgebung sind bislang neun Kultplätze archäologisch erschlossen oder lassen sich aufgrund archäologischer Indizien vermuten. Weitere neun Kultstätten sind nur epigraphisch bezeugt. Dafür findet sich in Mogontiacum die größte Anzahl an Weihedenkmäler der gallischen und germanischen Provinzen, darunter alleine 272 Weiheinschriften. Diese stammen allerdings mehrheitlich als Spolienfunde aus dem Mauersockel der spätantiken-mittelalterlichen Stadtmauer und lassen so keinen Rückschluss auf die geographische Lage der Heiligtümer zu. Kultanlagen des Jupiter, der Juno und Minerva und vielleicht auch des Apollo lagen möglicherweise im Bereich des heutigen Dombezirks, wofür es aber keinen direkten archäologischen Nachweis gibt. Ob Mogontiacum, wie Trier oder Köln, ein Heiligtum der „Kapitolinischen Trias“ aufwies, ist aufgrund des fehlenden offiziellen Stadtcharakters fraglich. Zahlreiche Weihesteine ausschließlich von Legionslegaten deuten auf ein dem Militär zuzusprechenden Heiligtum des Apollo und einer weiteren unbekannten Gottheit im 3. Jahrhundert in direkter Nähe zur Rheinbrücke hin. Epigraphisch gesichert sind ein Heiligtum der Bellona in Castellum und ein Sacellum des Merkur zwischen Mainz und Mainz-Hechtsheim. Ebenfalls nur epigraphisch erschlossen, aber nicht lokalisierbar sind Heiligtümer des Genius Loci, Bonus Eventus oder der Fortuna Conservatrix.
Eine genauere Lokalisierung ist bei anderen Heiligtümern und Kultstätten möglich. Bereits 1976 wurde am Ballplatz und damit am Fuß des Kästrichs mit seinem Legionslager ein Mithräum ergraben, das allerdings im Zuge weiterer Bauarbeiten zerstört wurde. Ungewöhnlich ist hier die sehr frühe Verehrung des Mithras, die durch Keramikfunde in den Zeitraum zwischen 70 und 80 und somit in flavische Zeit datiert werden konnte. Mit einer Gesamtlänge von 30 m ist es das älteste und größte bislang nachgewiesene Mithräum des römischen Imperiums. Entstehungszeit, Größe und Ausstattung lassen auf ein großes Ansehen des Heiligtums und dessen große Rolle bei der Verbreitung des Kultes in den beiden germanischen Provinzen schließen.

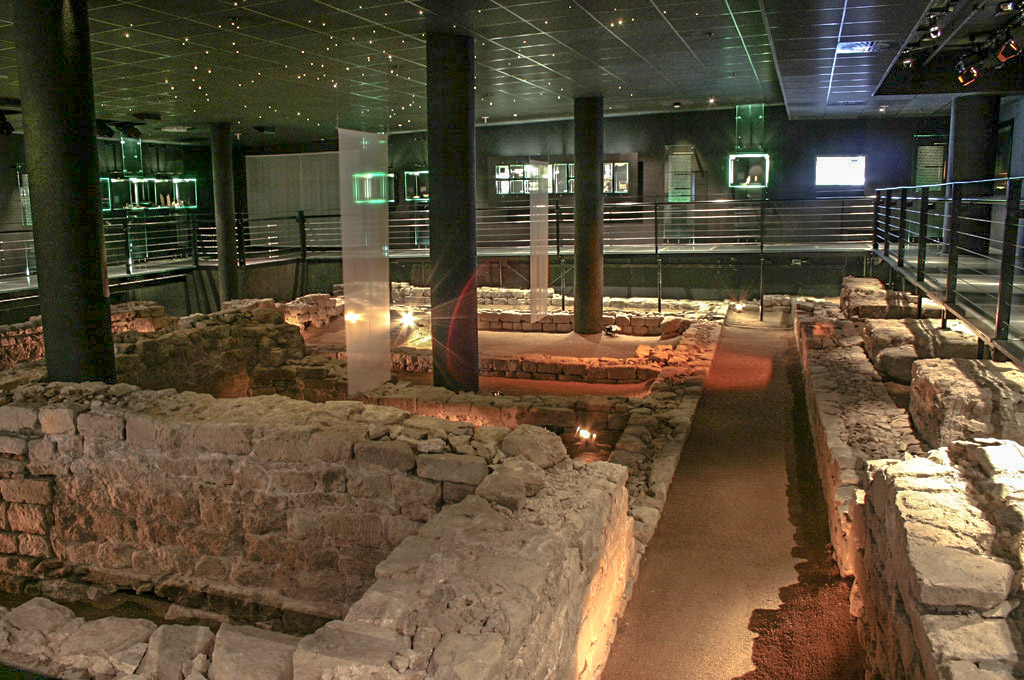
Heiligtum der Isis und Mater Magna Mainz

Die 1999 gefundene gemeinsame Kultanlage der Isis und Mater Magna wurde hingegen unter archäologischer Aufsicht ausgegraben, konserviert und mitsamt einem Teil der reichhaltigen Funde aus dem religiös-kultischen Leben für Besucher museal aufbereitet. Wie bei dem Mithräum überrascht auch hier die frühe Datierbarkeit des Heiligtums in flavische Zeit, genauer in die Zeit Vespasians. Bis zur Entdeckung war nicht bekannt, dass der Isiskult bereits so früh in die Nordprovinzen des römischen Imperiums vorgedrungen war. Als Grund für die frühe Etablierung dieses orientalischen Kultes (ebenso des oben erwähnten Mithraskultes) nehmen Wissenschaftler die massive Militärpräsenz in Mogontiacum an.
Die vielfältig gemachten Einzelfunde geben detailliert Auskunft über die offiziell ausgeübten Kultpraktiken zu Ehren von Isis und Mater Magna in Mogontiacum. Weitere herausragende epigraphische Zeugnisse sind die in größerer Anzahl gefundenen bleiernen Fluchtäfelchen, die zusammen mit den aufgefundenen Zauberpuppen einen Einblick in die nach römischem Recht verbotene und illegal praktizierte magisch-rituelle Kultwelt der einfachen Provinzialrömer geben.
Nicht direkt in Mogontiacum lokalisiert, aber eindeutig in engerer Beziehung zu Siedlung und Militärlager stehen die außerhalb des damaligen Siedlungsgebietes gefundenen Heiligtümer des Merkurs und der Rosmerta in Finthen und des Mars Leucetius und der Nemetona in Klein-Winternheim. Bei dem ersten Götterpaar vermutet man einen größeren Umgangstempel nach gallischem Vorbild um das Jahr 100. Von dort stammt auch der 1844 gefundene lebensgroße Bronzekopf einer Göttin, der allgemein als Bildnis der keltischen Göttin Rosmerta angesprochen wird. Diese wurde häufig in Kultgemeinschaft mit dem römischen Gott Merkur beziehungsweise seinem keltischen Pedant verehrt. Die qualitativ hochwertig gearbeitete Bronze datiert auf den Anfang des 2. Jahrhunderts und zeigt deutliche Einflüsse römischen Stils, wurde aber wahrscheinlich vor Ort in Mainz hergestellt.
Das kleinere Heiligtum des Mars Leucetius und der Nemetona befand sich noch weiter außerhalb des Kernsiedlungsgebietes und geht wahrscheinlich, ebenso wie das Merkur-/Rosmerta-Heiligtum, auf ein aresakisches Heiligtum aus vorrömischer Zeit zurück. Eine bronzene Votivtafel des Senators Fabricius Veiento und seiner Frau für Nemetona aus flavischer Zeit belegt die Verehrung der keltischen Göttin auch in flavischer Zeit.
Im Jahre 2020 fanden Archäologen bei Grabungsarbeiten im Bereich des Zollhafens die lebensgroße, kunstvoll gearbeitete aber kopflose Statue einer weiblichen Gestalt, deren Fuß auf einem Kalbskopf ruht. Diese 1,49 Meter hohe Figur wurde später als Salus, Göttin des Wohlergehens und des Heils, identifiziert. Der Kult der Salus wurde in der zweiten Hälfte des 1. Jahrhunderts begründet und wird mit der zu dieser Zeit beginnenden Blütezeit in den römischen Provinzen am Rhein in Verbindung gesetzt. Aufgrund der Inschrift im Sockelbereich kennt man die Stifter und das Jahr der Stiftung. Senecianus Moderatus und Respectus Constans waren Bewohner der nahe am Zollhafen gelegenen Zivilsiedlung „Dimesser Ort“ und stifteten die Statue im Jahr 231. Neben ihrer erhofften Heilwirkung für Kaiser und den Staat steigerte die Stiftung und das Aufstellen der Statue im öffentlichen Raum gleichzeitig das Prestige der Stifter und ihrer Zivilsiedlung.

### Handel und Handwerk

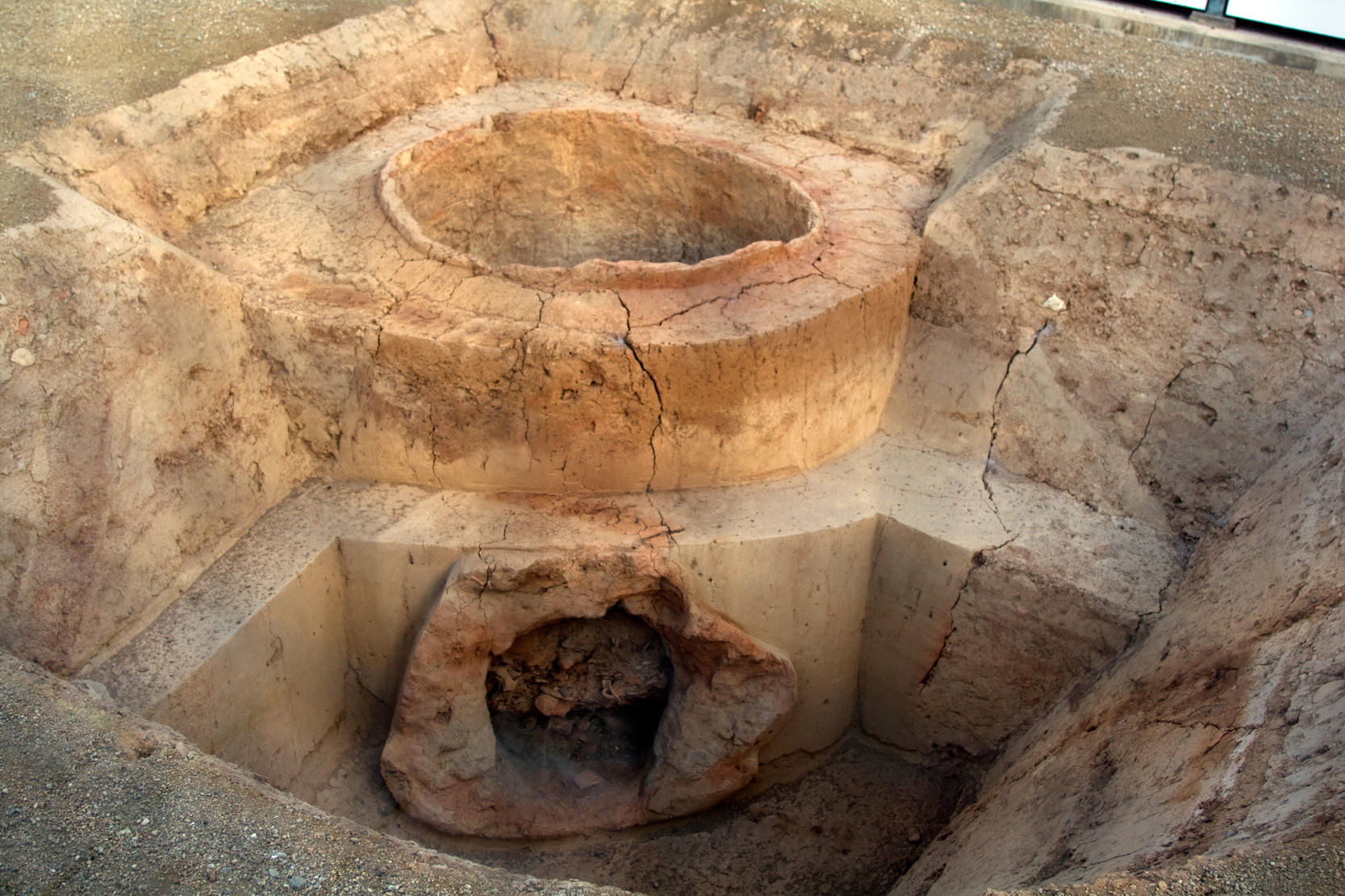
Töpferofen aus dem vicus bei dem heutigen Mainzer Vorort Weisenau

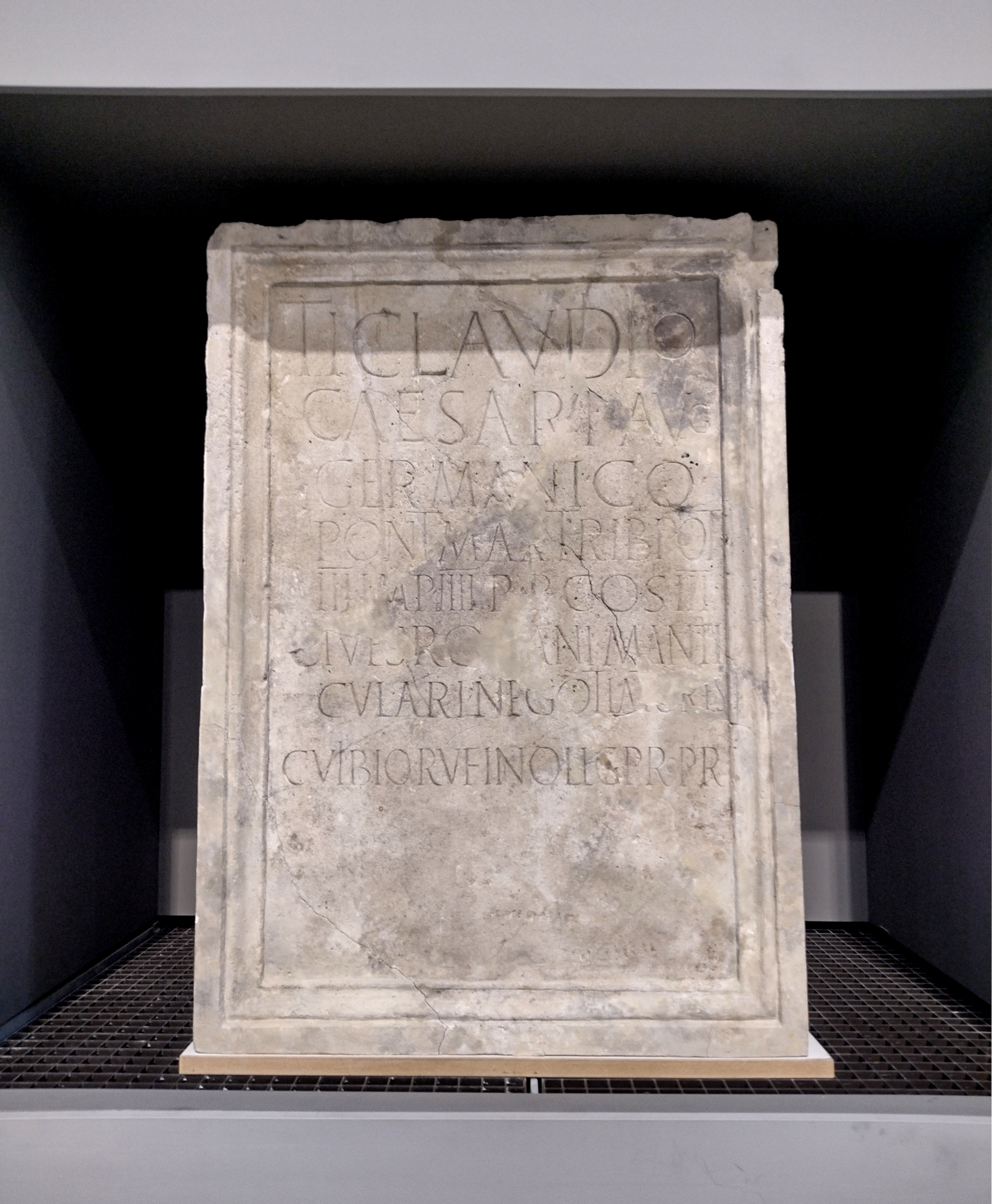
Ehreninschrift für Kaiser Claudius aus Mainz, aufgestellt von der Gruppe der „cives Romani manticulari negotiatores“ (der „Kaufleute mit römischem Bürgerrecht, die mit Taschen/Geldbeuteln handeln“), was einen Einblick in das stark spezialisierte Handwerks Mogontiacums erlaubt

Die wirtschaftliche Bedeutung von Mogontiacum als Handelsplatz und Produktionsstätte stieg nach der Gründung des Legionslagers schnell an. Fundmaterial aus den Lagercanabae und den zivilen vici lassen auf eine stetig wachsende wirtschaftliche Prosperität vor allem ab der flavischen Zeit bis zur Aufgabe des Limes schließen.
Allein in Anbetracht der Anzahl der stationierten Soldaten von zeitweise bis zu vier Legionen samt Hilfstruppen kann angenommen werden, dass Mogontiacum schnell ein wichtiges Zentrum des Nah- und Fernhandels wurde. Im Nahverkehr dürfte die Lage am Mittelrhein und die Binnenschifffahrt zusätzlich eine wichtige Rolle gespielt haben, wie Funde von Last- und Transportkähnen oder das Grabmal des wohlhabenden romanisch-keltischen Binnenschiffers Blussus in Mainz beweisen. Auch die in der Folge aufblühenden Zivilsiedlungen, insbesondere die Zivilsiedlung am „Dimesser Ort“ mit ihren gallisch-italischen Fernhandelskaufleuten, profitierten vom Handel und vom Warenumschlag über die Rheinschifffahrt.
Auch aus dem umliegenden Land liefen die Handelsströme nun in Mogontiacum zusammen. Von Mogontiacum aus führten gut ausgebaute Straßen in Richtung Köln, Trier, Worms und darüber hinaus über Alzey nach Gallien. Mit dem Bau der festen Rheinbrücke zur Zeit der Flavier nahmen auch Handel und Warenaustausch mit rechtsrheinischen Siedlungsgebieten deutlich zu. Mit der zunehmenden Ansiedlung von Militärveteranen im Stadtgebiet oder im Umland von Mogontiacum (villae rusticae sind in allen Mainzer Vororten nachgewiesen worden) stieg auch die Zahl von Handwerks- und landwirtschaftlichen Betrieben zur Versorgung des Militärs und der Zivilbevölkerung an. In den einzelnen vici von Mogontiacum entstanden ganze Handwerkerquartiere, so beispielsweise eine durchaus bedeutende Ansammlung von Schustereibetrieben entlang der Lagerstraße zum Rhein hinab im Bereich der heutigen Emmeransstraße. Dazu kamen Töpfereibetriebe (beispielsweise im Bereich des heutigen Regierungsviertels), Metallwerkstätten oder Bein und Leder verarbeitende Betriebe am nördlichen Ende des Siedlungsgebietes sowie Waffenwerkstätten für die in Mogontiacum stationierten Soldaten.
In der Zivilsiedlung bei Weisenau florierte in den ersten Jahrzehnten nach Gründung des Legionslagers die in den Händen der keltischen Bevölkerung liegenden Binnenschifffahrt. Diese wurde dann zunehmend durch eine größere Anzahl von Töpfereibetrieben beziehungsweise durch eine regelrechte „Töpfereiindustrie“ ab der flavischen Zeit verdrängt, die fortan die Haupteinnahmequelle der dortigen Zivilbevölkerung wurde. Dort befand sich auch eine römische Lampenfabrik, datiert zwischen die Jahre 20 und 69, die möglicherweise ein Militärbetrieb war.

### Thermen und Kastellbad

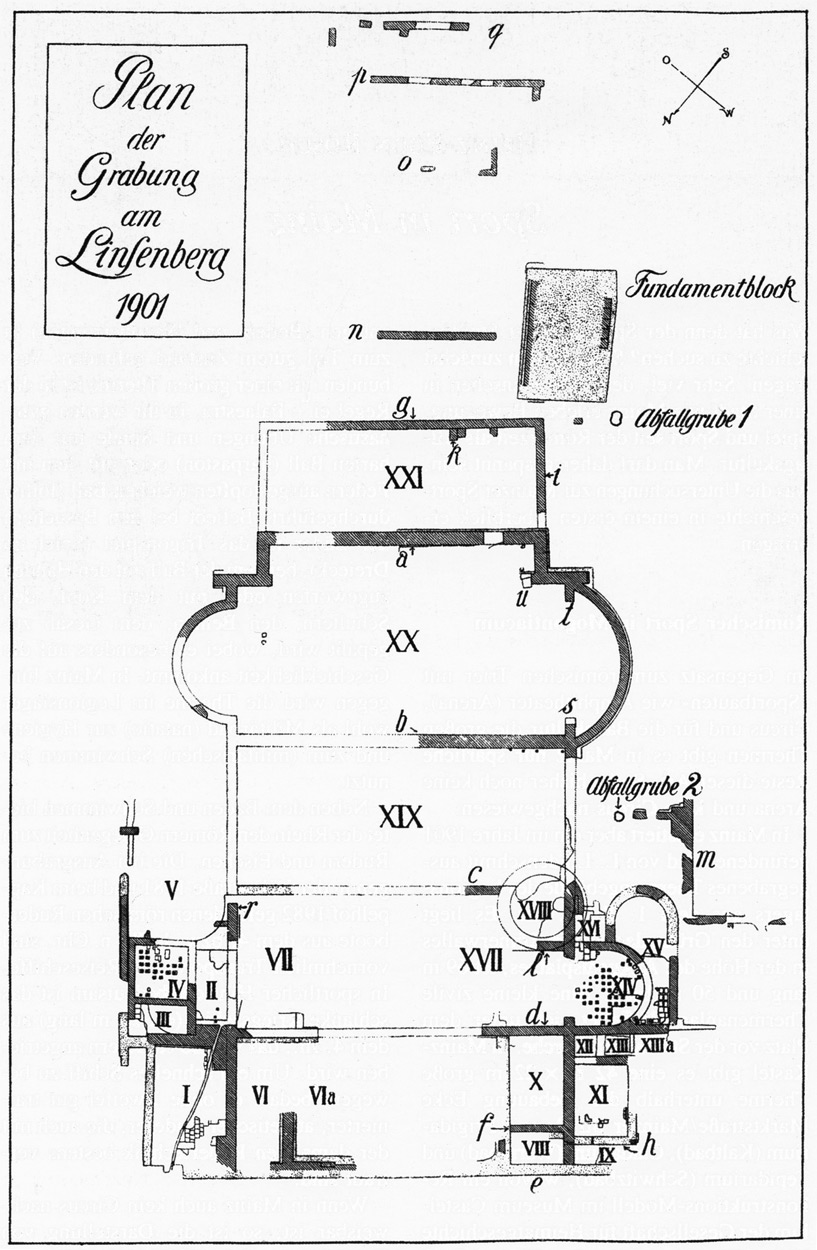
Plan der Ausgrabungen des Kastellbades von 1901

Ein größeres Thermengebäude wurde im Jahr 33 in direkter Nähe des heutigen Staatstheaters und somit an der Gabelung der vom Legionslager kommenden Hauptstraße gebaut. Aufgrund des zur damaligen Zeit schluffigen Unterbodens wurde der Bau auf eine Pfahlgründung gesetzt, deren Reste die exakte Datierung ermöglichten. Die Therme muss eines der ersten steinernen Großgebäude in dem ansonsten noch spärlich besiedelten Innenstadtbereich gewesen sein. Sie wurde bereits im zweiten Drittel des 1. Jahrhunderts zerstört, möglicherweise im Zusammenhang mit der Zerstörung ziviler Einrichtungen in Mogontiacum während des Bataverkrieges. Eine Nachfolgebau stand möglicherweise etwas versetzt und zentraler zu dem sich ab der flavischen Zeit herausbildenden innerstädtischen Zentrum am heutigen Flachsmarkt. Bei Bauarbeiten in den 1980er-Jahren wurde 200 m entfernt in der Hinteren Christofsgasse massive Baureste eines größeren Baukomplexes aus dem späten 1. Jahrhundert gefunden. Größere Mengen gestempelter Hypokaustenziegel und Teile eines marmornen Springbrunnens könnten möglicherweise für ein Thermengebäude sprechen.
Das zum Legionslager gehörende Kastellbad konnte als einziger größerer Gebäudekomplex des Lagers 1908 ausgegraben und kartographisch erfasst werden. Das Kastellbad war mit 69 × 50 m relativ groß und wurde wahrscheinlich erst nach Abzug der zweiten, in Mogontiacum stationierten, Legion nach dem Jahr 90 erbaut. Anhand der baulichen Überresten konnten zwei Bauphasen bestimmt werden: eine ältere und kleinere Badeanlage mit einem Rundsudatorium aus spätflavischer oder bereits frühtrajanischer Zeit und eine größere, vollständig umgebaute zweite Badanlage aus frühhadrianischer Zeit. Dieses Bad war bis zur Aufgabe des Lagers Mitte des 4. Jahrhunderts in Benutzung, wie ein Stempel der 22. Legion mit dem Zusatz C.V. für Constantiniana Victrix beweist. Diesen Namenszusatz führte die Legion erst seit konstantinischer Zeit.

### Gräberfelder

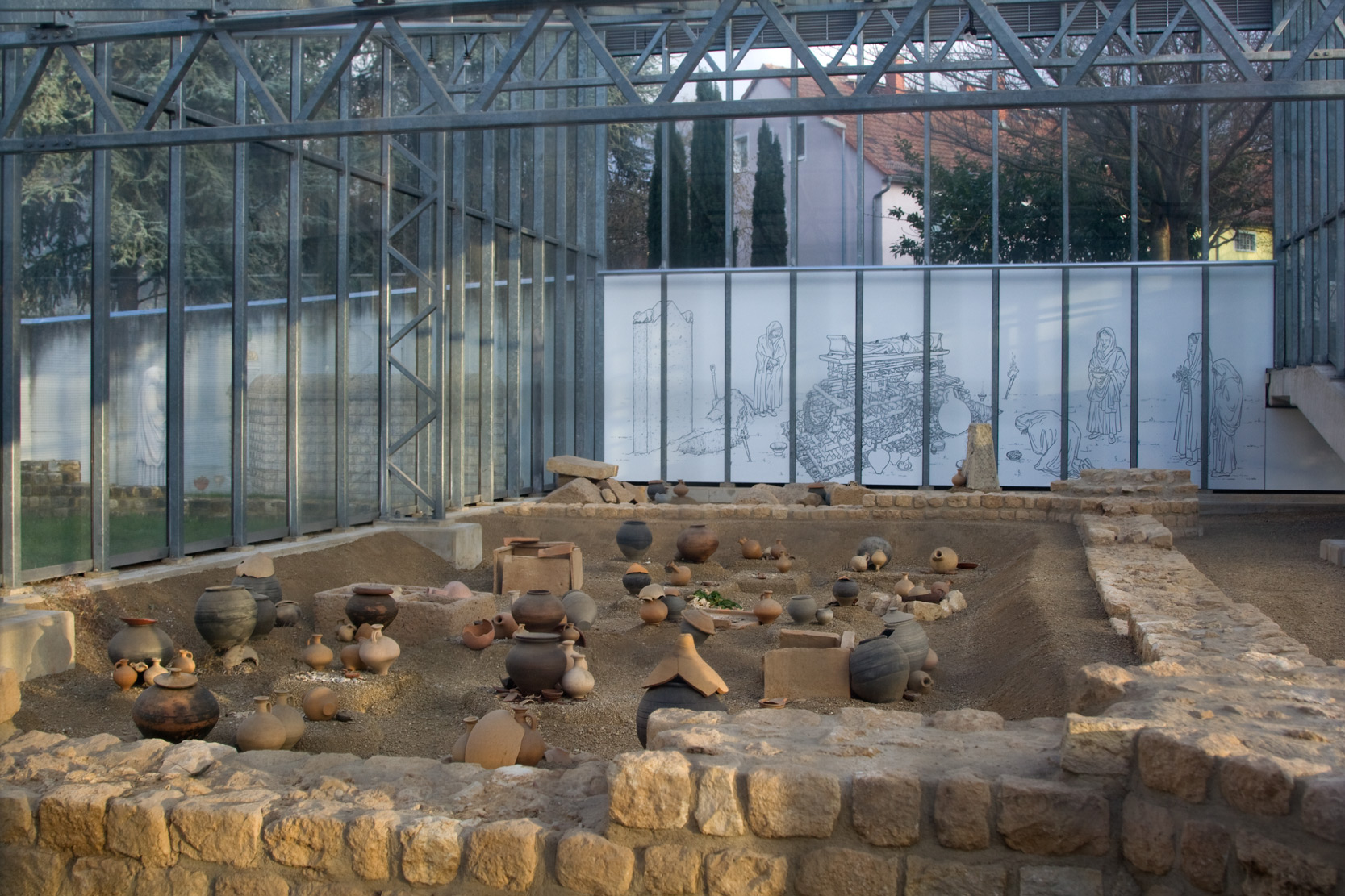
Ausstellung der Kleinfunde eines Brandgrabes samt Ummauerung der via sepulcrum im heutigen Mainz-Weisenau

In Mogontiacum gab es zahlreiche Gräberfelder, die bogenförmig das Siedlungsgelände umspannten. Sie entstanden im 1. Jahrhundert und wurden kontinuierlich bis in das 4. Jahrhundert, in einigen Fällen bis in das frühe Mittelalter genutzt. Ausgangspunkte für die entstehenden Gräberfelder waren üblicherweise die vom Legionslager ausgehenden Verkehrswege. Neben den zahlreichen kleineren Gräberfeldern rund um Mogontiacum lassen sich zwei größere Begräbnisstätten ausmachen, in der Oberstadt/Weisenau und in Bretzenheim am Hang des Zahlbachtals unterhalb des Lagers. Von diesen beiden Gräberfeldern stammen auch die meisten der bisher in Mainz gefundenen Grabsteine.
Eine italisch-römischen Vorbildern entsprechende Gräberstraße (via sepulcrum) gab es entlang der Verbindungsstraße zwischen dem Legionslager und dem Militärlager beziehungsweise dem Vicus in Weisenau. Hinweise auf römische Grabstätten sind dort seit Ende des 18. Jahrhunderts dokumentiert. Nach einer ersten Untersuchung durch Ernst Neeb 1912 wurden die dortigen Grabstätten erst in dem Zeitraum 1982 bis 1992 systematisch erforscht. Beginnend mit dem Ausgangspunkt der Straße am Legionslager und in der Nähe des Drusus-Kenotaphs konnten bereits für die augusteische Zeit Bestattungen entlang der Straße nachgewiesen werden. Eines der ersten Grabmonumente in direkter Lagernähe, das zeitgleich mit dem Drusus-Kenotaph entstand, ist das qualitativ hochwertige Grabmonument der ursprünglich aus Mailand stammenden Brüder Marcus und Caius Cassius, Angehörige der Legio XIIII Gemina, das als „Cassier-Denkmal“ bezeichnet wird. In Richtung Weisenau entstanden so bis weit in das 4. Jahrhundert und auf eine Länge von 2,5 km links und rechts der Straße und von ihr durch einen Graben getrennt immer mehr Grabmonumente und Grabeinfriedungen. Aufgrund des repräsentativen Charakters entlang der wichtigen Militärstraße und der anfänglichen Nähe zum Drusus-Kenotaph wurde diese Begräbnisstätte offenbar von Militärangehörigen sowie von hier ansässigen römischen Bürgern und der wohlhabenden römischen Oberschicht bevorzugt. Die militärischen und zivilen Bestattungen erfolgten teils nach italischem Brauch, teils nach einheimischen Bräuchen. Ab dem 2. Jahrhundert nahm die repräsentative Bedeutung der Gräberstraße langsam ab, teilweise wurden Steinbauten abgetragen und ihr Material zum Bau neuer Gräber wieder verwendet. Auch zum Bau der Stadtmauer im 3. und 4. Jahrhundert wurden Grabdenkmäler als Baumaterial abgetragen und in Form von Spolien eingebaut. Andere Gräberfelder, vor allem im nördlichen Siedlungsbereich, nahmen nun an Bedeutung zu.
Am Westhang des Zahlbachtals und damit unterhalb des Legionslagers lag ein großer augusteischer Militärfriedhof. Hier kam es im 1. Jahrhundert zu zahlreichen Militärbestattungen. Ein Großteil der in Mainz aufgefundenen, oft qualitativ und epigraphisch wertvollen, Militärgrabsteine stammt von diesem Gräberfeld. Im Laufe des 1. Jahrhunderts dehnte sich das Gräberfeld nach Süden über die Hochfläche weiter aus. Gegen Ende des 1. Jahrhunderts nahm die Anzahl der Militärbestattungen drastisch ab und verlagerte sich südwärts in Theaternähe. Das Gräberfeld wurde nun zunehmend von der Zivilbevölkerung der an Bedeutung zunehmenden Lagercanabae genutzt, in dessen Richtung es sich noch während des 2. und 3. Jahrhunderts ausdehnte. Eine Begräbnistradition konnte bis weit in das 4. Jahrhundert festgestellt werden. Die Aufgabe dieses Begräbnisplatzes steht sicherlich in unmittelbaren Zusammenhang mit der Aufgabe des Legionslagers und der Lagercanabae um die Mitte des 4. Jahrhunderts.
Zahlreiche weitere kleinere Gräberfelder existierten beispielsweise in der heutigen Neustadt am Dimesser Ort oder im Gartenfeld, auf dem Gelände des Mainzer Hauptfriedhofes und der Johannes-Gutenberg-Universität und in fast allen weiteren Mainzer Vororten. Bei einigen der Gräberfelder entstanden in spätrömischer Zeit Coemeterialkirchen, die mit der vermehrten Anzahl christlicher Bestattungen bis in die Frankenzeit einhergingen.

### Nicht lokalisierbare Großbauten
Im Gegensatz zu anderen größeren römischen Städten wie Trier oder Köln weist die Topographie von Mogontiacum nach wie vor größere Lücken auf. So verwundert es nicht, dass die Lage einiger größerer administrativer und ziviler Bauten und Plätze nach wie vor nicht bekannt sind. Der nach der Einrichtung der Provinz Germania superior ab Mitte der 80er Jahre des 1. Jahrhunderts errichtete Statthalterpalast gehört zu den noch nicht lokalisierten Großbauten. Mehrere mögliche Standorte wurden bisher in Betracht gezogen und in Fachkreisen diskutiert. Da das Legionslager nach Abzug der Legio XXI Rapax im Jahr 90 nur noch mit einer Legion belegt war und genug Platz bot, wird der Bau eines Statthalterpalastes sowie weiterer administrativer Gebäude im Innenbereich des Legionslagers in Betracht gezogen. Ein Graffito auf einer Tonscherbe aus dem 2. Jahrhundert gibt als Adresse des Statthalters „… praetorium … ad hiberna leg XXII P P F“ an und gilt als Indiz für diese Hypothese. Neuerdings neigt man allerdings wieder dazu, trotz dieser Inschrift den Standort des Statthalterpalastes außerhalb des Legionslagers zu suchen. Größere Bauüberreste mit gestempelten Ziegeln und marmorner Ausstattung in der Altstadt im Bereich der Hinteren Christofsgasse/Birnbaumgasse könnten Überreste des gesuchten Statthalterpalastes sein, der ähnlich dem Kölner Gegenstück damit oberhalb des Rheinufers und erhöht über diesem gestanden haben könnte. Auch wäre die Nähe zu dem ab flavischer Zeit entstehenden Mittelpunkt „Flachsmarkt“ der zusammenwachsenden Zivilsiedlung gegeben gewesen. Zukünftig geplante Ausgrabungen im Bereich der Birnbaumgasse sollen hier zur weiteren Aufklärung beitragen. Ein weiterer möglicher Standort wäre auch der Bereich in der Nähe des heutigen Staatstheaters gewesen, der ebenfalls als zentraler Platz im Bereich der Zivilsiedlung galt.
Das Forum von Mogontiacum ist nach einigen Wissenschaftlern am ehesten im Bereich des heutigen Schillerplatzes zu vermuten. Als Indiz für diese Lokalisierung gilt die zentrale und hochwasserfreie Lage in direkter Nähe zum Legionslager. Gleichzeitig ist der Schillerplatz der Mittelpunkt zahlreicher römischer Straßen, die hier zusammenliefen, womit eine gewisse verkehrstechnische Zentralität des Platzes gegeben war. Weitere mögliche Standorte sind, ähnlich wie bei dem Statthalterpalast, die Bereiche Flachsmarkt und das Stadtgebiet, auf dem heute der Baukomplex des Staatstheaters Mainz samt Anbauten steht.
Neben dem römischen Bühnentheater hat es in Mogontiacum mit an Sicherheit grenzender Wahrscheinlichkeit auch ein Amphitheater gegeben. Vor Ort gefundene Widmungen von Gladiatoren sind als Indiz für die Existenz anzusehen. Zu dem Standort gibt es lediglich vage Hinweise. So wäre ein möglicher Standort das Zahlbachtal in der Nähe des nicht mehr existierenden Dalheimer Klosters, für den auch die Nähe zum Legionslager sprechen würde. In den Aufzeichnungen des Mainzer Mönches Siegehard um 1100 ist die Rede von den Ruinen eines Theaters im Zahlbachtal, das für Gladiatoren- und Zirkusspiele angelegt worden sein soll. In seiner Alten Geschichte von Mainz (mehrbändig, ab 1771 erschienen) lokalisierte Pater Joseph Fuchs das Mainzer Amphitheater allerdings an einer anderen Stelle, nämlich zwischen der heutigen Innenstadt und dem Hechtsheimer Berg. Dort sei ein großer Halbzirkel, auf dessen Grund man Reste starker Pfeiler gefunden habe.
Ebenfalls unbekannt ist der Tempelbezirk für die Staatsgottheiten Jupiter, Juno und Minerva (Kapitolinische Trias). Aufgrund der Fundlage von Weiheinschriften kommt hier am wahrscheinlichsten der Dombezirk in Frage; archäologisch greifbar ist diese Hypothese allerdings nicht.

### Vor den Toren von Mogontiacum

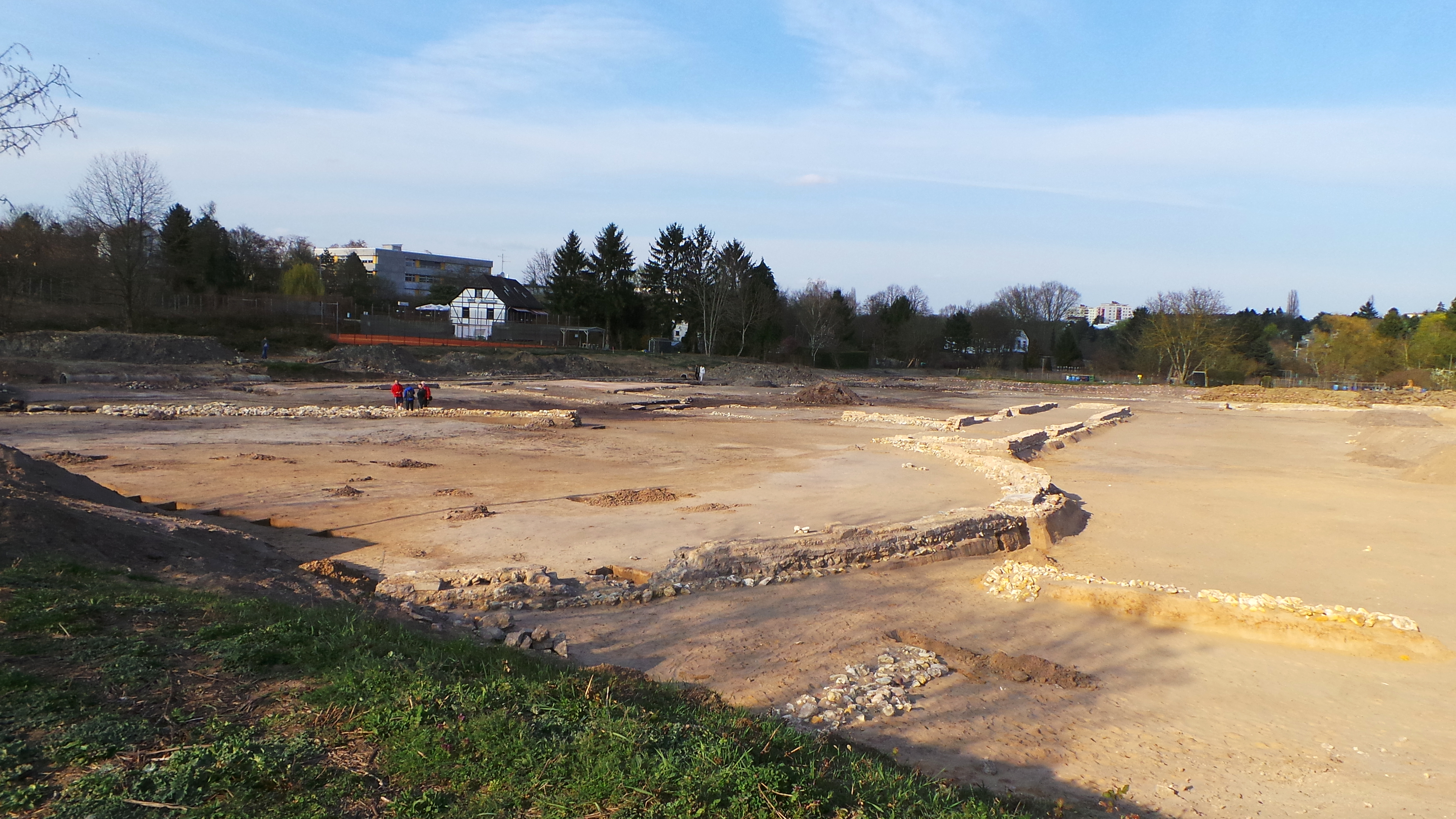
Bauliche Reste eines römischen (Militär-)Gestüts im Gonsbachtal beim heutigen Mainz-Gonsenheim. Links der kreisrunde Longierplatz.

Im direkten Umland um Mogontiacum entstanden neben den zivilen Siedlungen in Weisenau und Bretzenheim mit der Zeit zahlreiche villae rusticae. Nachgewiesen wurde diese beispielsweise in Gonsenheim, Laubenheim, zwischen dem Lerchenberg und Ober-Olm und in fast allen weiteren Mainzer Vororten. Sie sorgten in zunehmendem Maße für die Versorgung Mogontiacums mit Nahrungsmitteln und weiteren landwirtschaftlichen Gütern, womit die Zivilsiedlung nach und nach die zentrale Marktfunktion für das Umland wahrnahm.
Die nächstgelegenen größeren Siedlungen waren linksrheinisch Bingium (Bingen), Altiaia (Alzey) und vor allem die Civitas Vangionum/Borbetomagus (Worms). Auch andere größere Städte wie beispielsweise Augusta Treverorum (Trier) oder die Colonia Claudia Ara Agrippinensium (Köln) waren über gut ausgebaute Straßen wie die römische Vorgängerstraße der heutigen Hunsrückhöhenstraße oder die Rheintalstraße schnell erreichbar. Rechtsrheinisch wurde im späten 1. Jahrhundert Aquae Mattiacorum (Wiesbaden) als nächstgelegener Nachbarort gegründet. Die dortigen heißen Quellen wurden von den Römern sehr geschätzt und blieben bis zur Mitte des 4. Jahrhunderts in römischer Hand.

#### Spätantikes Gestüt in Gonsenheim
Im Gonsbachtal, das zu dem Mainzer Stadtteil Gonsenheim gehört, wurden Ende 2013 bei Renaturierungsmaßnahmen überraschend größere Ruinenkomplexe und das hochwertig gearbeitete Relief eines gefesselten Germanen gefunden. Größe und bauliche Qualität der römischen Überreste lassen auf eine militärische Nutzung schließen. Eine größere Kreisstruktur mit 40 m Durchmesser gleicht dabei einer Ovalbahn oder einem Longierplatz im heutigen Pferdesport, so dass es sich hier – auch in Anbetracht der für Tierhaltung günstigen Bachlage samt Auwiesen – möglicherweise um eine Einrichtung für römische Kavalleristen und deren Ausbildung handelte. Mittlerweile wurde die Anlage von den zuständigen Archäologen der Direktion Archäologie Mainz, Marion Witteyer, in der Tat als Gestüt aus der Spätantike identifiziert, welches möglicherweise vom in Mogontiacum stationierten Militär betrieben wurde.

## Bedeutende Einzelfunde
Im Laufe der Jahrhunderte wurden in Mainz sicherlich viele Funde aus der Zeit des antiken Mogontiacums gemacht. Finden sich im frühen und hohen Mittelalter darüber so gut wie keine Aufzeichnungen in der Geschichtsschreibung, so änderte sich dies spätestens mit der Renaissance und im folgenden Zeitalter der Aufklärung. Bedeutende Einzelfunde waren zum damaligen Zeitpunkt vor allem Steinfunde wie Grabsteine oder Denkmäler. Einen bedeutenden Zuwachs an Einzelfunden gab es dann vor allem im 19. und frühen 20. Jahrhundert, als in der Stadt eine intensive Bautätigkeit begann und ältere Bauwerke wie beispielsweise die römisch-mittelalterliche Stadtmauer endgültig abgerissen wurden. Andere Kleinfunde wurden immer wieder im Rhein gemacht wie beispielsweise 1848 das „Schwert des Tiberius“. Dies ist ein sehr gut erhaltener Gladius mit reich verzierten Messingbeschlägen der Schwertscheide. Diese zeigen in qualitativ hochwertiger Ausführung Motive des offiziellen politischen und propagandistischen Bilderprogramms der Germanenpolitik des Tiberius. Beides befindet sich seit dem 19. Jahrhundert im British Museum in London, eine Kopie davon befindet sich im Römisch-Germanisches Zentralmuseum. In der zweiten Hälfte des 20. Jahrhunderts wurde eine Reihe von Einzelfunden gemacht, die heute zu den bedeutendsten Stücken der römischen Vergangenheit Mogontiacums zählen. 1962, im Jahr des vermeintlichen 2000-jährigen Jubiläums der Stadt Mainz, wurde ein Marmorkopf gefunden, der aus dem frühen 1. Jahrhundert stammt. Die dargestellte Person wird dem Julisch-Claudischen Kaiserhaus zugerechnet und wurde in einer italischen Werkstatt gearbeitet. In Mainz fand sich bisher kein qualitativ vergleichbares Gegenstück. Da der Fund ohne direkten Fundzusammenhang eher zufällig gemacht wurde, bezweifelte man anfangs die Echtheit des Stücks. Mittlerweile ist die Datierung des Marmorkopfes allerdings durch eingehende Untersuchungen gesichert.
1981 wurden in einer Baugrube in Rheinnähe insgesamt neun verschiedene Schiffsüberreste aus der frühen und späten Römerzeit gefunden. Bei den Mainzer Römerschiffen handelte es sich um die mehr oder weniger gut erhaltenen Überreste von insgesamt fünf Militärschiffen zweier unterschiedlicher Typen (Navis lusoria) sowie von zivil genutzten Frachtschiffen wie beispielsweise eines Lastkahns. Die besondere Bedeutung der Funde zog nicht nur eine aufwändige Restaurierung nach sich, sondern führte auch zur Gründung eines eigenen Forschungsschwerpunktes „Antike Schifffahrt“ in Mainz und der Einrichtung eines eigenen Museums.
1999 stieß man überraschend auf die baulichen Überreste eines Isis- und Mater-Magna-Heiligtums aus dem 1. Jahrhundert. Die dabei gemachten Funde geben einen detaillierten Einblick in den kultisch-religiösen Alltag der provinzialrömischen Bevölkerung von Mogontiacum. Von besonderer Bedeutung sind auch die hier gefundenen 34 unterschiedlichen Fluchtafeln, die den Bestand der in Deutschland bekannten Fluchtafeln nahezu verdoppelte.

## Christentum in Mogontiacum

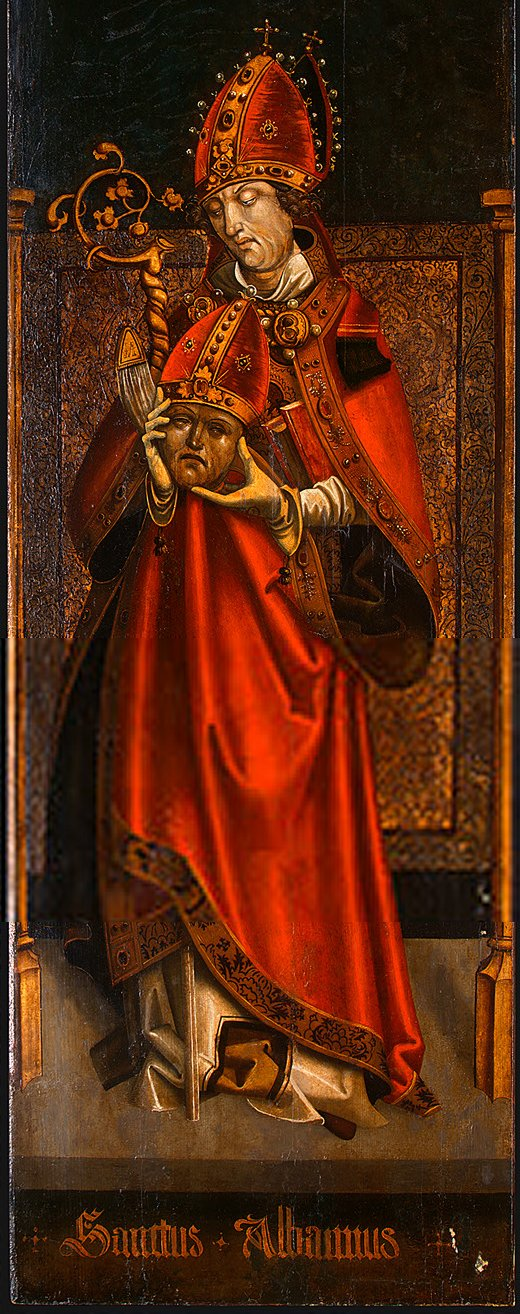
Der Heilige Alban von Mainz (Gemälde Anfang 16. Jahrhundert, National Gallery of Art, Washington, DC)

Wann das Christentum in Mogontiacum erstmals Fuß fasste, lässt sich nicht eindeutig feststellen. Als derzeitiger Stand der Forschung gilt, dass es für die Zeit vor der Konstantinischen Wende weder definitive Hinweise auf ein wie auch immer organisiertes Christentum noch auf christliche Märtyrer in Mogontiacum gibt. Auch nach der Konstantinischen Wende in der Religionspolitik des Römischen Reiches kam es nur langsam zum Aufbau einer organisierten Kirchengemeinde. Aufgrund des jahrhundertelangen Status der Stadt als zentraler Militärstützpunkt dominierten noch lange andere religiöse Kulte wie der Kaiserkult und andere, beim Militär beliebte Kulte wie beispielsweise die Mithrasverehrung. Im Vergleich zu anderen, weniger militärisch geprägten Städten wie Trier oder Köln verzögerte dies insgesamt den Aufbau einer christlichen Gemeinde in Mogontiacum.

Der erste gesicherte Hinweis auf eine in Mogontiacum bestehende größere christliche Gemeinde datiert in das Jahr 368. Ammianus Marcellinus berichtete im Zusammenhang mit dem Einfall der Alamannen unter Rando von einer großen Anzahl von Christen, die sich zu einem Kirchenfest versammelten und teilweise von den Alamannen verschleppt wurden. Ammianus betont dabei ausdrücklich, dass unter den Gefangenen Männer und Frauen aller Stände waren, was auf eine bereits seit längerer Zeit etablierte christliche Gemeinde mit Gläubigen aus höheren Bevölkerungsschichten schließen lässt. Ein zweiter Hinweis auf eine große kirchliche Gemeinde in Mogontiacum liefert der spätantike Kirchenvater und Theologe Hieronymus in einem um 409 an die Gallorömerin Ageruchia geschriebenen Brief:

„Mogontiacus, einst eine hochberühmte Stadt, wurde erobert und liegt zerstört, viele Tausende wurden in der Kirche hingeschlachtet …“

Hieronymus bezieht sich hier auf die Zerstörung von Mogontiacum (fälschlicherweise Mogontiacus geschrieben) im Rahmen des Rheinübergangs germanischer Völkerscharen 406/407 ebendort. Mit diesem Ereignis wird auch das Martyrium des Heiligen Alban von Mainz in Verbindung gebracht, das dieser in Mogontiacum erlitt. Zwei weitere christliche Märtyrer werden möglicherweise stattgefundenen Hunneneinfällen um 436 in Zusammenhang mit der Vernichtung des Burgunderreiches am Rhein oder später hunnischen Soldaten im Rahmen des Westfeldzuges von Attila im Jahr 451 zugeschrieben. Dabei soll es zum Martyrium des Bischofs von Mogontiacum Aureus und seiner Schwester Justina gekommen sein.

### Bischöfe der Römerzeit
In der älteren Literatur wird als erster namentlich bekannter Bischof von Mogontiacum ein Mar(t)inus genannt. Als Beleg dafür gilt die Unterschrift eines Martinus episcopus Mogontiacensium auf einer Kölner Synode vom 12. Mai 346, bei der sich 14 gallische und germanische Bischöfe trafen, um den Kölner Bischof Euphrates abzusetzen und zu exkommunizieren. Mittlerweile gilt mehrheitlich die Meinung, dass die Akten dieser Synode auf eine Fälschung, wahrscheinlich aus dem 10. Jahrhundert, zurückgehen und es diese Synode, zumindest mit diesem Ziel, nicht gab. Ein Bischof Mar(t)inus ist zudem außerhalb seiner Erwähnung dort historisch nicht fixierbar.
Dies gilt auch für eine Reihe weiterer Bischofsnamen aus römischer Zeit, die in acht verschiedenen Fassungen mittelalterlicher Bischofslisten genannt werden. Beginnend mit einem Crescentius im 1. Jahrhundert, der als Schüler des Paulus von Tarsus galt, wird eine unterschiedliche Anzahl von Bischöfen bis zu dem Mitte des 6. Jahrhunderts historisch fassbaren Sidonius genannt. Als für die Mitte des 5. Jahrhunderts relativ gesichert gilt dabei nur Aureus. Möglicherweise gab es davor bereits römische Bischöfe mit den Namen Marinus, Theomastus/Theonest, Sophronius/Suffronius oder Maximus, die aber historisch nicht eindeutig, sondern allenfalls indirekt erschließbar sind. Ein Indiz für die frühere Existenz römischer Bischöfe in Mogontiacum ist der Hinweis in dem Grußwort des Kirchenlehrers Hilarius von Poitiers aus dem Jahr 358/359. Dieses widmet er unter anderen den „geliebten und seligen Brüdern und Mitbischöfen der Provinzen Germania prima und Germania secunda“.

### Römische Kirchengründungen

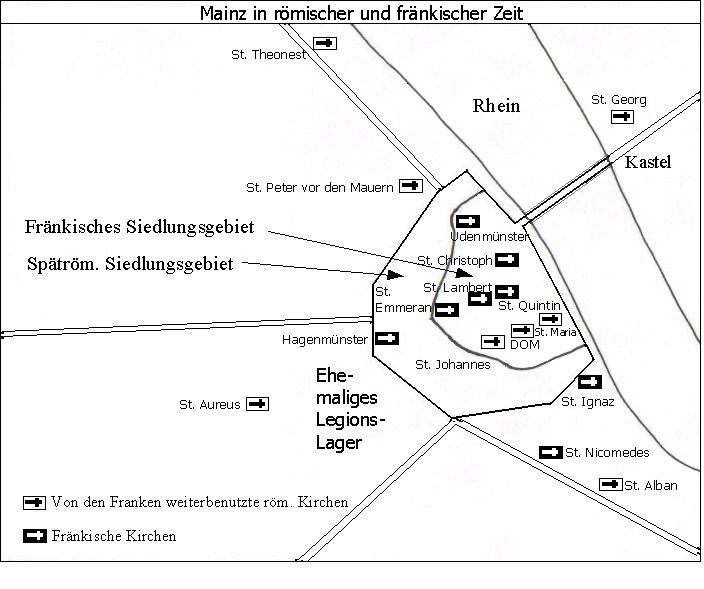
Römische und Fränkische Kirchen in Mainz

Der Standort einer offiziellen römischen Bischofskirche sowie deren Entstehungszeit sind nach wie vor unklar und werden in Fachkreisen kontrovers diskutiert. Relativ sicher ist, dass diese Kirche nicht unter dem heutigen Domgelände gelegen haben kann. Unter der nahe gelegenen evangelischen Kirche St. Johannis brachten Ausgrabungen in den Jahren 1950/51 (und 2013 bis 2017) Fundamente eines größeren spätrömischen Baus zum Vorschein. Diese wurden seitdem des Öfteren als Überreste der ersten Bischofskirche, die man sich als Kirchenfamilie mit einer Kathedrale vorzustellen hat, interpretiert. Als mögliche Entstehungszeit einer Bischofs- oder zumindest größeren Kirche wird mittlerweile der Zeitraum nach 350 und vor 368 (Erwähnung einer größeren christlichen Gemeinde durch Ammianus Marcellinus) angesehen.
Der einzige, 1907/10 archäologisch eindeutig nachgewiesene, spätrömische Sakralbau in Mogontiacum war die Basilika St. Alban. Diese Coemeterialkirche im Bereich des südlich gelegenen Gräberfeldes wurde in der ersten Hälfte des 5. Jahrhunderts in qualitativ hochwertiger römischer Mauertechnik erbaut. Für eine Datierung in die Zeit kurz nach dem Germaneneinfall 406/407 spricht das Patrozinium des Alban von Mainz. Dessen Märtyrertod fand wahrscheinlich in Zusammenhang mit den dabei erfolgten Verwüstungen der Stadt statt. Möglicherweise gab es bereits in römischer Zeit einen Vorgängerbau, worauf vor Ort gefundene christliche Grabsteine des späten 4. Jahrhunderts hinweisen könnten. Die einschiffige apsidenlose Basilika wurde über dem Grab des Heiligen Albans erbaut und maß 15 × 30 m.
Die Entstehung weiterer Coemeterialkirchen im späten 4. und frühen 5. Jahrhundert kann nur indirekt der römischen Zeit zugewiesen werden, gilt aber als wahrscheinlich. Die Kapelle und spätere Kirche St. Hilarius war bis in das 8. Jahrhundert Begräbniskirche der Mainzer Bischöfe, was für ihre frühe Bedeutung spricht. Sie entstand im Zahlbachtal, seit dem frühen 1. Jahrhundert Begräbnisstätte vorwiegend des Militärs und in der frühchristlichen Überlieferung die vallis sacra von Mogontiacum. Weiter im Norden kann für St. Theomast (namensgebend für den Dimesser Ort), St. Clemens und St. Peter (St. Peter ex muros oder auch Alt-Sankt Peter) ebenfalls eine Entstehungszeit in spätrömischer Zeit vermutet werden. Bei letzterer Kirche gilt das aufgrund der Kontinuität von Grabsteinen mit römischen und germanischen Namen als relativ sicher.

## Forschungsgeschichte von Mogontiacum

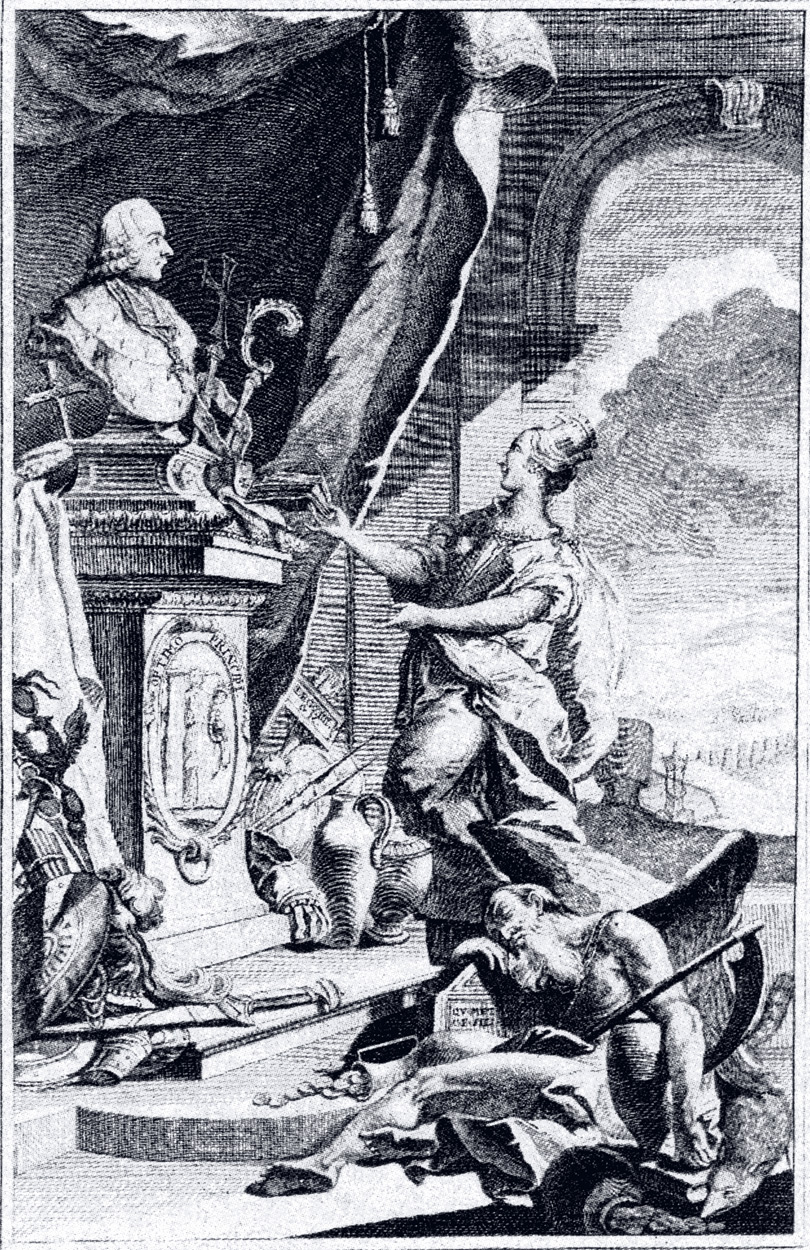
Frontispiz des Buches Alte Geschichte von Mainz mit der Personifikation der Stadt, die, umgeben von Symbolen und Überresten der römischen Vergangenheit von Mainz, das Buch dem Kurfürsten Emmerich Joseph von Breidbach zu Bürresheim widmet.

Die Erforschung des römischen Mogontiacums begann im kurfürstlichen Mainz im Zeitalter der Renaissance und unter dem Einfluss des Humanismus. Immer wieder waren daran Wissenschaftler, Gelehrte aber auch Geistliche, Militärs oder Bauingenieure aus dem Umfeld des kurfürstlichen Hofes oder der Mainzer Universität beteiligt. Ein Vorreiter der Erforschung von Mogontiacum war Dietrich Gresemund, Doktor beider Rechte und Kanonikus von St. Stephan. Er sammelte römische Inschriften und verfasste bereits 1511 eine Abhandlung über seine Sammlung, die nach seinem plötzlichen Tod 1512 allerdings verloren ging. Ihm direkt nachfolgend publizierte Johannes Huttich mit Förderung durch Kurfürst Albrecht von Brandenburg 1520 sein Werk Collectana antiquitatum in urbe atque agro Moguntino repertarum. Weitere Erforscher der römischen Geschichte waren der Mainzer Domvikar Georg Helwich, dessen Werk Antiquitates Moguntiacenses ebenso verloren ging wie Schriften von Heinrich Engels, Dekan des Stiftes St. Peter oder von Johann Kraft Hiegell, seines Zeichens kurfürstlich mainzischer Militärmedicus. Auch der Kommandant der Festung Mainz, Johann Freiherr von Thüngen, reihte sich in den Kreis der Sammler römischer Denkmäler und Buchautoren ein. Aufgrund der intensiven Bautätigkeit in Mainz nach dem Dreißigjährigen Krieg, vor allem beim Ausbau der Festung Mainz, wurden viele römische Steindenkmäler gefunden, die Thüngen aus erster Hand begutachten und beschreiben konnte. Auch dieses Werk ist nicht mehr erhalten.

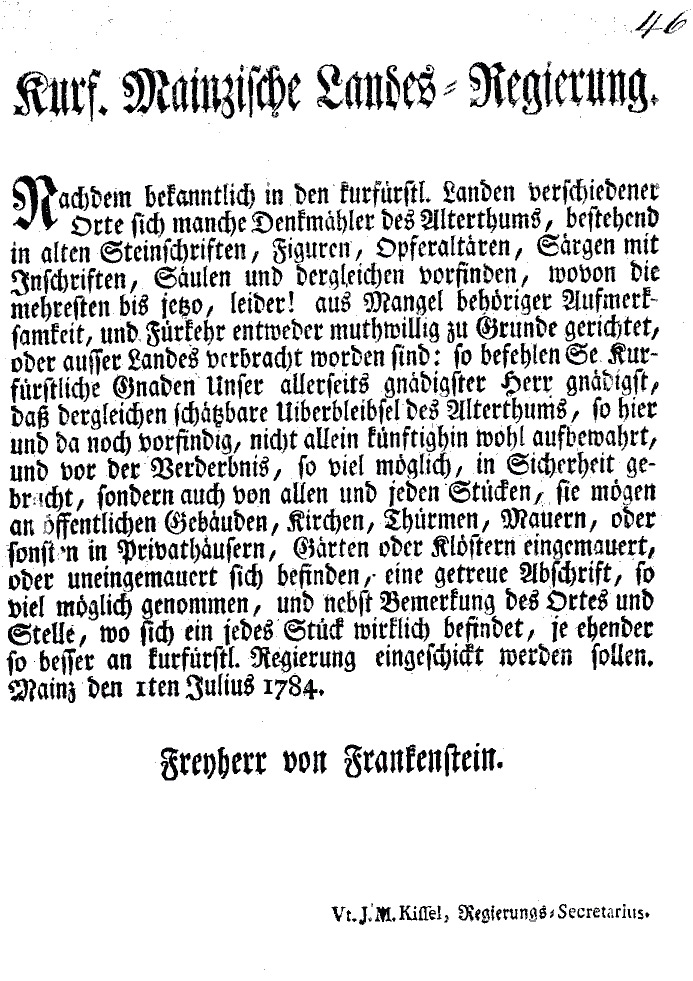
Wortlaut des Denkmalpflege-Gesetzes von 1784

Ein wichtiger Zeitabschnitt in der Forschungsgeschichte der römischen Vergangenheit von Mainz war die zweite Hälfte des 18. Jahrhunderts. Noch 1765 verschenkte der Mainzer Kurfürst Emmerich Joseph von Breidbach zu Bürresheim alle bisher gefundenen und gesammelten römischen Steindenkmäler an Kurfürst Karl-Theodor von der Pfalz. Nachdem er auf diese Weise der Bestand der römischen Steindenkmäler drastisch dezimierte (einige dieser Stücke finden sich noch heute in den Reiss-Engelhorn-Museen der Stadt Mannheim), beauftragte er im Gegenzug den Benediktinerpater Joseph Fuchs mit einer umfangreichen Schrift über die Mainzer Geschichte. Pater Fuchs’ Werk der Alten Geschichte von Mainz wurde von ihm großzügig gefördert und erschien 1771/72 mit den ersten beiden Bänden. Weitere Bände waren vorgesehen, teilweise existierten sogar schon Manuskripte, aber der Tod seines Mäzens 1774 unterbrach die Arbeit von Fuchs. Trotzdem gelten die beiden erschienenen Bände mit ihren zahlreichen Kupferstichen römischer Inschriften und Denkmäler und die Arbeit von Fuchs im Allgemeinen als bedeutender Durchbruch in der Erforschung und Dokumentation der römischen Vergangenheit von Mainz. Im letzten Viertel des 18. Jahrhunderts begann auch die öffentliche Ausstellung gesammelter römischer Steindenkmäler. 1784 wurde unter Kurfürst Friedrich Karl Joseph von Erthal das erste kurmainzische Denkmalpflege-Gesetz erlassen und ein der Mainzer Universität zugeordnetes Münz- und Antiquitätenkabinett gegründet.
In den Jahren der Zugehörigkeit von Mainz zum französischen Reich (1792/93 und 1798 bis 1814) war es vor allem der Bibliothekar und Universitätsprofessor Friedrich Lehne, der sich in größerem Maße für die römische Vergangenheit von Mayence einsetzte. Begünstigt wurde sein Engagement durch die französische Administration, die bereits 1798 eine Commission pour la conservation des antiques einsetzte, und mit dem Conservatoire des antiques à Mayence ein „Altertümermuseum“ plante. Bei der 1802 gegründeten Société départementale, deren Sekretär Lehne war, spielte die römische Vergangenheit ebenfalls eine große Rolle. Lehne hielt zahlreiche Vorträge zur römischen Geschichte und schrieb zum gleichen Thema Abhandlungen, so beispielsweise über den Eichelstein. Mit Unterstützung des französischen Präfekten Jeanbon St. André führte er die ersten systematischen Ausgrabungen in Mainz durch. Bei dem ehemaligen Militärfriedhof am Hang des Zahlbacher Tals legte er eine große Anzahl Militärgrabsteine frei. Mit diesen und älteren Fundstücken richtete er in der ehemaligen Burse am Neubrunnenplatz eine öffentlich zugängliche Antiquitätenhalle ein. Deren Sammlung römischer Steindenkmäler nahm schnell an Bedeutung zu und zog auch bekannte Gäste wie Johann Wolfgang von Goethe an, der über sie mehrfach berichtete. Später ging diese Sammlung in das Mainzer Altertumsmuseum (das heutige Landesmuseum Mainz) über und wird heute dort in der so genannten Steinhalle, der ehemaligen Reithalle des Kurfürstlichen Marstalls, gezeigt.
Bis zur Mitte des 19. Jahrhunderts waren örtliche Honoratioren wie Karl Anton Schaab (Kurfürstlich-Mainzischer Hofgerichtsadvokat und später Vizepräsident des Kreisgerichts), Nikolaus Müller (Maler, Schriftsteller und Konservator der Gemäldegalerie) oder Ludwig Lindenschmit der Jüngere (Künstler, später Direktor des Römisch-Germanischen Zentralmuseums) die treibenden Kräfte bei der Erforschung der römischen Vergangenheit von Mayence/Mainz. 1841 wurde in Mainz die Gesellschaft der Freunde vaterländischer Geschichtsforschung und Altertumskunde gegründet, 1852 das Römisch-Germanische Zentralmuseum. Dieses sicherte erstmals die Bearbeitung, Auswertung und Erhaltung der römischen Funde wissenschaftlich ab. 1875 wurde die Arbeit Die römischen Inschriften und Steindenkmäler des Museums der Stadt Mainz von J. Becker publiziert, die bis zu Anfang des 20. Jahrhunderts insgesamt vier Mal ergänzt und erweitert wurde. Zwischen 1904 und 1907 wurden alle bis dahin bekannten römischen Inschriften im Corpus Inscriptionum Latinarum (Band XIII) publiziert. Seit den 1980er-Jahren liegt die Erforschung der römischen Vergangenheit von Mainz in den Händen des Landes Rheinland-Pfalz, die über die Außenstelle Mainz der Direktion Landesarchäologie Rheinland-Pfalz (Teil der Generaldirektion Kulturelles Erbe Rheinland-Pfalz, GDKE) die archäologische Betreuung sicherstellt.

## Museale Aufbereitung der römischen Geschichte von Mainz
Das 1803 gegründete heutige Landesmuseum Mainz beherbergte seit seiner Gründung eine bedeutende Sammlung römischer Steindenkmäler von Mogontiacum. Diese besteht aus circa 2000 Einzelstücken, davon knapp über 1000 vollständig erhalten. Enthalten sind unter anderem zivile und militärische Grabdenkmäler, Altäre, Inschriften, Architekturteile und bekannte Einzelfunde wie die große Mainzer Jupitersäule, der Dativius-Victor-Bogen, der Bronzekopf einer keltischen Göttin („Rosmerta“) oder der „Mainzer Marmorkopf“. Nach über 200 Jahren wurde die Sammlung 2010 ausgegliedert und dem Römisch-Germanischen Zentralmuseum (RGZM) zugeteilt, das diese ab 2024 in seinem zukünftigen Neubau am Bahnhof Mainz Römisches Theater zeigen wird. Des Weiteren weist das Museum eine umfangreiche römerzeitliche Sammlung bestehend aus Tonwaren, Gläsern, Militärausrüstung, Schmuck und anderen Kleinfunden auf.
Das RGZM wurde 1852 aufgrund der Aktivitäten von Ludwig Lindenschmit dem Älteren und anderen Mitgliedern des Mainzer Altertumsvereins gegründet und befindet sich derzeit noch im Kurfürstlichen Schloss Mainz. Ein Umzug in neue Gebäude am Südbahnhof Mainz ist allerdings geplant. Neben verschiedenen anderen Themenabteilungen widmet sich das RGZM in einer Abteilung der Provinzialrömischen Archäologie und stellt hier ebenfalls größtenteils in Mainz gemachte Funde aus. Das RGZM gibt mit dem Archäologischen Korrespondenzblatt, den Jahrbüchern des RGZM sowie weiteren monographischen Fachwerken eigene Publikationen heraus.
Zu dem Museum gehören außerdem die weltweit renommierten Restaurationswerkstätten des RGZM und das als Außenstelle ausgegliederte Museum für Antike Schifffahrt mit dem Forschungsbereich Antike Schifffahrt. Dieser Forschungsbereich entstand nach der Bergung und Restauration der Mainzer Römerschiffe. Nachfolgend kam es zur Gründung des Museums, das seit 1994 am Mainzer Südbahnhof (heute Bahnhof Mainz Römisches Theater) beheimatet ist. Hier werden neben weiteren Ausstellungsstücken zum Thema die restaurierten römerzeitlichen Schiffe der Schiffsfunde von 1981/82 und der Nachbau zweier Kriegsschiffe in Originalgröße ausgestellt.
Im Untergeschoss der Römerpassage in der Mainzer Innenstadt werden zusammen mit den baulichen Überresten des dort aufgefundenen Isis- und Mater-Magna-Heiligtums auch zahlreiche Kleinfunde ausgestellt, die bei den Ausgrabungen zu Tage kamen. Ebenfalls der römischen Vergangenheit widmen sich einige kleinere Ortsmuseen wie beispielsweise in Mainz-Kastel das Museum Castellum und lokale kleinere Ausstellungen in Banken, Ministerien oder anderen öffentlichen Gebäuden in Mainz.